# 生口島
生口島（いくちじま）は、瀬戸内海のほぼ中央部本州寄りの、芸備群島に、より広くは芸予諸島に属する島。平成の大合併により、全域が広島県尾道市に属する。

## 地理

### 位置・地形
広島県と愛媛県との県境に位置し、南と西とは愛媛県の島々である。西から南側が愛媛県になり、多々羅海峡をはさみ西が今治市の大三島、南が今治市の伯方島や上島町の岩城島になる。一方、東と北には狭い水道をはさみ広島県側の島々が浮かぶ。東隣が尾道市の因島、狭隘な瀬戸田水道をはさみ北西隣が同じく尾道市の高根島（こうねしま）になる。北隣が三原市の佐木島である。
瀬戸内海を縦断する広域交通である西瀬戸自動車道（しまなみ海道）がこの島を貫通し、東の生口橋で因島と、同じく西の多々羅大橋で大三島とつながっている。そして高根大橋で高根島とつながっている。
面積31.21km2 （2014年10月時点）。
島の最高峰は観音山（標高472.3m）で、次が牡蠣山（標高408.1m）。特に観音山は芸予諸島内での最高峰で、雨乞い祈祷場であり、そして瀬戸内海を拠点とした水軍が狼煙台を置いていたことから別名“火瀧山”とも呼ばれている。
地形は、2つの山から伸び北東から南西方向に広がる稜線によって明瞭に南北で分けられる。北側は比較的緩やかな傾斜で、南側は逆に急傾斜地が多く、双方とも平野部は狭い。藩政期から明治にかけて沿岸部に塩田がつくられたため、海岸線は後退しており、現在の平地部分は塩田開発が進む前よりも広がっている。
属島　瓢箪島（愛媛県との県境の無人島）

### 地域名の由来
生口の名の由来には諸説ある。
- 『魏志倭人伝』の生口から。邪馬台国が魏への朝貢に連れて行く生口をこの地に留めていたとされる。
- 名荷にある生石神社の縁起によると、神武天皇東征の際に斎串（いぐし）をたてて祀ったことから、その山を五十櫛山、そこに生石の名がついた社が建ち、そこから訛って生口になったとされる[7]。
- 島そのものが「神の島」といわれ、神を祀っている島、神をいつき奉る島の「いつき」が「いくち」に変化したとする説、いわゆる厳島信仰（市寸島比売命）から。関連する伝承として、厳島神社が宮島に創建される前、仮社が鹿田原付近に置かれていたと言われている[8]。なお神の島伝承や厳島信仰はこの周辺の島々にはいくつもあり、例えば岩子島の厳島神社の縁起には市岐島比売命が厳島から生口島経由で岩子島へ着き滞在したという伝承がある。

## 自然

### 気候
気候は全域が瀬戸内海式気候。
| 生口島の気候                           | 生口島の気候 | 生口島の気候 | 生口島の気候 | 生口島の気候 | 生口島の気候  | 生口島の気候  | 生口島の気候  | 生口島の気候 | 生口島の気候  | 生口島の気候 | 生口島の気候 | 生口島の気候 | 生口島の気候     |
| 月                                     | 1月          | 2月          | 3月          | 4月          | 5月           | 6月           | 7月           | 8月          | 9月           | 10月         | 11月         | 12月         | 年               |
| -------------------------------------- | ------------ | ------------ | ------------ | ------------ | ------------- | ------------- | ------------- | ------------ | ------------- | ------------ | ------------ | ------------ | ---------------- |
| 最高気温記録 °C （°F）                 | 16.5 (61.7)  | 20.4 (68.7)  | 22.2 (72)    | 27.5 (81.5)  | 32.0 (89.6)   | 34.2 (93.6)   | 36.0 (96.8)   | 37.8 (100)   | 36.0 (96.8)   | 33.0 (91.4)  | 25.8 (78.4)  | 22.2 (72)    | 37.8 (100)       |
| 平均最高気温 °C （°F）                 | 9.5 (49.1)   | 9.9 (49.8)   | 13.0 (55.4)  | 18.1 (64.6)  | 22.9 (73.2)   | 26.0 (78.8)   | 30.0 (86)     | 31.9 (89.4)  | 28.3 (82.9)   | 22.8 (73)    | 17.2 (63)    | 11.9 (53.4)  | 20.1 (68.2)      |
| 日平均気温 °C （°F）                   | 5.7 (42.3)   | 5.8 (42.4)   | 8.6 (47.5)   | 13.4 (56.1)  | 18.1 (64.6)   | 21.8 (71.2)   | 25.9 (78.6)   | 27.5 (81.5)  | 24.1 (75.4)   | 18.6 (65.5)  | 12.9 (55.2)  | 8.0 (46.4)   | 15.9 (60.6)      |
| 平均最低気温 °C （°F）                 | 1.6 (34.9)   | 1.3 (34.3)   | 3.8 (38.8)   | 8.5 (47.3)   | 13.4 (56.1)   | 18.2 (64.8)   | 22.5 (72.5)   | 24.0 (75.2)  | 20.6 (69.1)   | 14.6 (58.3)  | 8.7 (47.7)   | 3.8 (38.8)   | 11.7 (53.1)      |
| 最低気温記録 °C （°F）                 | −4.7 (23.5)  | −6.3 (20.7)  | −4.0 (24.8)  | −1.2 (29.8)  | 3.4 (38.1)    | 9.8 (49.6)    | 15.6 (60.1)   | 17.4 (63.3)  | 11.4 (52.5)   | 4.7 (40.5)   | −0.6 (30.9)  | −3.0 (26.6)  | −6.3 (20.7)      |
| 降水量 mm （inch）                     | 39.5 (1.555) | 49.7 (1.957) | 84.4 (3.323) | 88.9 (3.5)   | 108.3 (4.264) | 172.3 (6.783) | 177.6 (6.992) | 89.5 (3.524) | 126.8 (4.992) | 95.9 (3.776) | 59.2 (2.331) | 46.2 (1.819) | 1,138.4 (44.819) |
| 平均降水日数 （≥1.0 mm）               | 5.3          | 6.9          | 9.2          | 9.1          | 8.5           | 10.8          | 9.1           | 6.2          | 8.5           | 7.0          | 6.2          | 6.3          | 93.2             |
| 平均月間日照時間                       | 141.9        | 140.1        | 177.0        | 192.1        | 206.5         | 149.7         | 189.9         | 220.7        | 163.7         | 169.8        | 146.2        | 140.8        | 2,047.1          |
| 出典：アメダス生口島観測所 (1991-2020) |              |              |              |              |               |               |               |              |               |              |              |              |                  |

## 社会

### 行政
島内の自治体は合併を繰り返しており、1955年（昭和30年）以降は島の大半の面積を占める豊田郡瀬戸田町と、南東の因島に近接した部分は因島市の2つで構成されていた。2006年の市町村合併（平成の大合併）により旧・因島市の区域も含めて尾道市となり、現在の状況になった。
詳細は瀬戸田町#略歴を参照。

### 地域・集落
上述のとおり島の中央に山が立ちはだかり、島の北側と南側とで大きく状況が異なっている。なお、南北の往来は島を南北に縦貫する県道が利用できる。
北側
この地域は市街地・集落地が広がる。生口島と高根島の間の海峡である瀬戸田水道周辺は古くからの港町・門前町で島の中心であり、瀬戸田の由来は『芸藩通志』などによると、ここの瀬戸を埋め立てて田を作ったということから。「西の日光」とも呼ばれる耕三寺がある。
- 瀬戸田町瀬戸田 せとだ 〒722-2411
- 瀬戸田町沢 さわ 〒722-2413
- 瀬戸田町鹿田原 しかたはら 〒722-2414
- 瀬戸田町中野 なかの 〒722-2415

- 瀬戸田町林 はやし 〒722-2416
- 瀬戸田町名荷 みょうが 〒722-2417
- 瀬戸田町垂水 たるみ 〒722-2404
- 瀬戸田町福田 ふくだ 〒722-2405

南側
西瀬戸自動車道が通り、生口島南ICと生口島北ICとがあるが、両方ともにハーフインターチェンジで両IC間の島内区間だけの走行には利用できない。
御寺地区は光明坊の門前町そして塩田があった頃の名残が残っている。なお西側が旧豊田郡瀬戸田町域、東側が旧因島市域になる。
- 旧瀬戸田町域
  - 瀬戸田町御寺 みてら 〒722-2401
  - 瀬戸田町宮原 みやばら 〒722-2402
  - 瀬戸田町荻 おぎ 〒722-2403

- 旧因島市域
  - 因島洲江町 すのえちょう 〒722-2431
  - 因島原町 はらちょう 〒722-2432

### 地質
地質はほぼ花崗岩で形成されている。

## 歴史
令制国で安芸国に属していた。藩政期には広島藩に属する。

### 古代
旧石器時代、瀬戸内海一帯は縄文海退の時期であり陸地であって、この島も一つの山塊であった。
この地には、縄文時代の岡条遺跡や弥生時代の神峠遺跡など古くからこの地に人が住んでいたことを証明する遺跡が幾つか存在する。特に、神峠遺跡から出土した長細い大型の石斧は、岡山周辺の中部瀬戸内海地域で出土する同種のものと同じ特徴を有していることから、何らかの結びつきがあったと考えられる。
古墳時代に作られた古墳も幾つか点在する。その中の一つ山室古墳は箱式石棺で埋葬されている。

### 古代から中世初期にかけてのいくつかの伝承

垂水天満宮。周辺のウバメガシ群落は県の天然記念物。

国重文・光明坊十三重塔。永仁2年（1294年）、忍性により建立されたと伝えられる。

島の南にある光明坊は、天平2年（730年）に行基が開基したと伝えられる。
島の西にある垂水天満宮は伝承によると、菅原道真由来の神社である。別名は牛天神といい、道真が寛平8年（896年）に大山祇神社へ祈祷へ向かう最中、この付近で難破して上陸できずに困っていたところ、里人が引いていた牛が嵐の中から道真を陸まで引っ張りあげたことからこの名がついた。その時に道真は世話になったお礼として清水の在り処を示すとそこから水が湧き出たことから、“垂水”の名がついたと言われている。そこより北の、瀬戸田水道南口を見守るような位置にある天満神社は、長和元年（1012年）沢信勝が北野天満宮から寄進したものと伝えられる。

### 平安時代 - 荘園時代
平安時代、生口島は「生口荘」、あるいは「生口南荘」「生口北荘」「福田庄」に分割された荘園であった。
- 平安時代末期に後白河院領であった南荘の一部を光明坊に寄進し、寺社領となったその地は発展を遂げ“御寺”と呼び出した[17]。
- 建久2年（1191年）北荘は長講堂領となる[23]。
- 正嘉元年（1257年）いつ移ったかわからないが生口荘全域が法華堂領であった記録がある[23]。

これらのことから、当時の島の中心地は島の南側である御寺地区であったと考えられている。一方で島の北側の瀬戸田や名荷は古くからの天然の良港で、倉敷地として用いられていたと推定されている。

### 小早川氏の進攻と生口氏の拠点化
南北朝時代、この地は伊予国を中心とした南朝勢の拠点の一つで、観音山の“茶臼山城”を拠点に広沢五郎が生口南荘を支配下においていた。そこへ、高山城（現三原市）を居城としていた北朝の小早川氏が伊予へ攻め入る最中である康永元年（1342年）に茶臼山城にて双方が激突して小早川氏が勝利し、以降この地は小早川氏の領地となる。そして小早川宣平の子、惟平がこの地に拠点を移し生口姓を名乗り（生口惟平）、以降この地は生口氏が支配することになる。生口氏は茶臼山城を本拠とし、更に瀬戸田の港を支配できる位置に“俵崎城”を設けた。
| 瀬戸田 高山城 竹原 三原 忠海高山城周辺は沼田小早川氏、竹原は竹原小早川氏、忠海は小早川水軍の一つ浦氏の拠点。三原は戦国時代末期に小早川隆景が拠点を移した。 |

瀬戸田が生口氏の保護下で交易港として発展し、生口小早川水軍の拠点となり、島の中心地となっていったのはこの14世紀半ば以降のことである。
- 室町幕府の奉公衆だった小早川氏は、拠点である沼田荘（現・三原市）から物資を運ぶ際、川船で瀬戸田まで移動し瀬戸田から海船で幕府に向かう方法をとっていたことから、小早川氏にとってこの地は外港を担っていた[27]。
- ここの物資輸送船は“生口船”と呼ばれ20隻の千石船が編成に加わっており、そして室町幕府から自由な航行を認可されていた[21][27]。

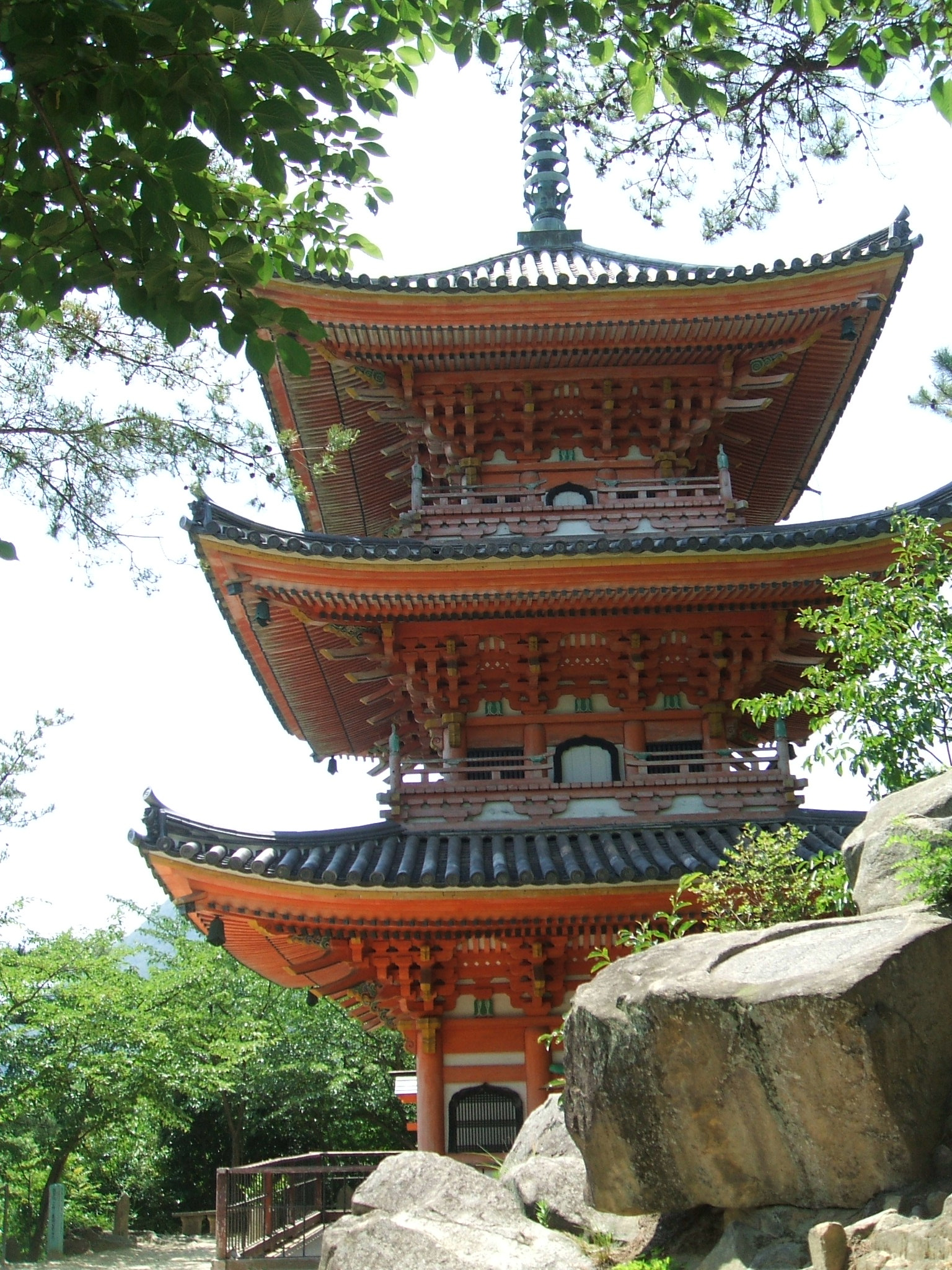
国宝・向上寺三重塔。生口信元・信昌を檀那として永享4年（1432年）建立。

こうして、生口氏にとっては物資調達のため、海運業者にとっては商売に武力勢力の保護そして特権が使えたため、双方とも結びつくことで利益を生み、そして生口氏の発展のみならず本家の小早川氏の発展にも寄与することになる。当時から瀬戸田の交易品の主力は塩であり、文安2年（1445年）兵庫湊（神戸港）海関の通行記録である『兵庫北関入船納帳』において、その通行回数から瀬戸内海有数の交易港であったことがわかっている。
また、生口氏は海運業者との関係をより密接なものとするため、瀬戸田を発展させそして寺社に寄進した。向上寺は応永10年（1403年）佛通寺の末寺として開山したもので、生口守平による寄進で創建した。地蔵院・広徳寺・興福寺・法然寺、生口神社（祇園宮）など瀬戸田港周辺の寺社はこの時代に生口氏や商人らの寄進により創建あるいは中興している。
天文23年（1554年）、生口南荘は東隣の因島を拠点としていた因島村上氏（村上水軍）に割譲することになる。村上氏は御寺に館を築いたと伝えられている。
生口氏の山城である茶臼山城は現在の中野地区にあり、『芸藩通志』では海賊衆の生口景守の城と記載されており、戦国時代/安土桃山時代までは少なくとも生口氏の拠点であった。俵崎城は、瀬戸田の町と高根島・佐木島・因島そして更に北にあり小早川氏本家の本拠である三原まで見通せる小高い丘の上にあり、16世紀前半頃に本格的に整備された、城と館の機能を持った城と考えられており、当時の小規模の城としては珍しく瓦葺きであったことが分かっている。

### 近世 - 広島藩領として
江戸時代、この島は広島藩領となり、複数の村と、そして瀬戸田のみ町方に区分された。
寛文12年（1672年）、西廻海運、つまり北海道・東北地方を起点に日本海から瀬戸内海を廻り大坂そして江戸に至る海運ルートが確立し、北前船など廻船が寄港するようになり、瀬戸田は交易港として大きく発展していくのである。そして山陽と四国を結ぶ中継港として、日用雑貨を扱う小型廻船が寄港する港となっていった。瀬戸田水道周辺の町並が形成されたのはこの時期で、現在までほぼ変わっていない。
島に大規模な入浜式塩田が開発されたのはこの頃である。江戸時代に開発された塩田は島の北側に集中し、寛永15年（1638年）以前に現在の瀬戸田小学校付近に作られたものが最初で、以降、北側沿岸部には幕末までに作られていった。西廻海運により塩の取引量は上がり、“浜旦那”と呼ばれた塩田地主兼商人が増えていき、住人の大半が製塩業に関わるようになり、藩内においては文政8年（1825年）時点で竹原に次いで2番目の生産量を誇った。
『芸藩通志』によるとこの時期、住民は塩業を主な生業としており、その他には商業・漁業・舟運業などに従事していた。こうしてこの地域の交易港としては尾道に次ぐ規模となっていった。豪商も多く誕生し、彼らによって町並が整備され寺社への寄進が続いていった。茶文化や俳諧文化が花開いたのはこの頃である。

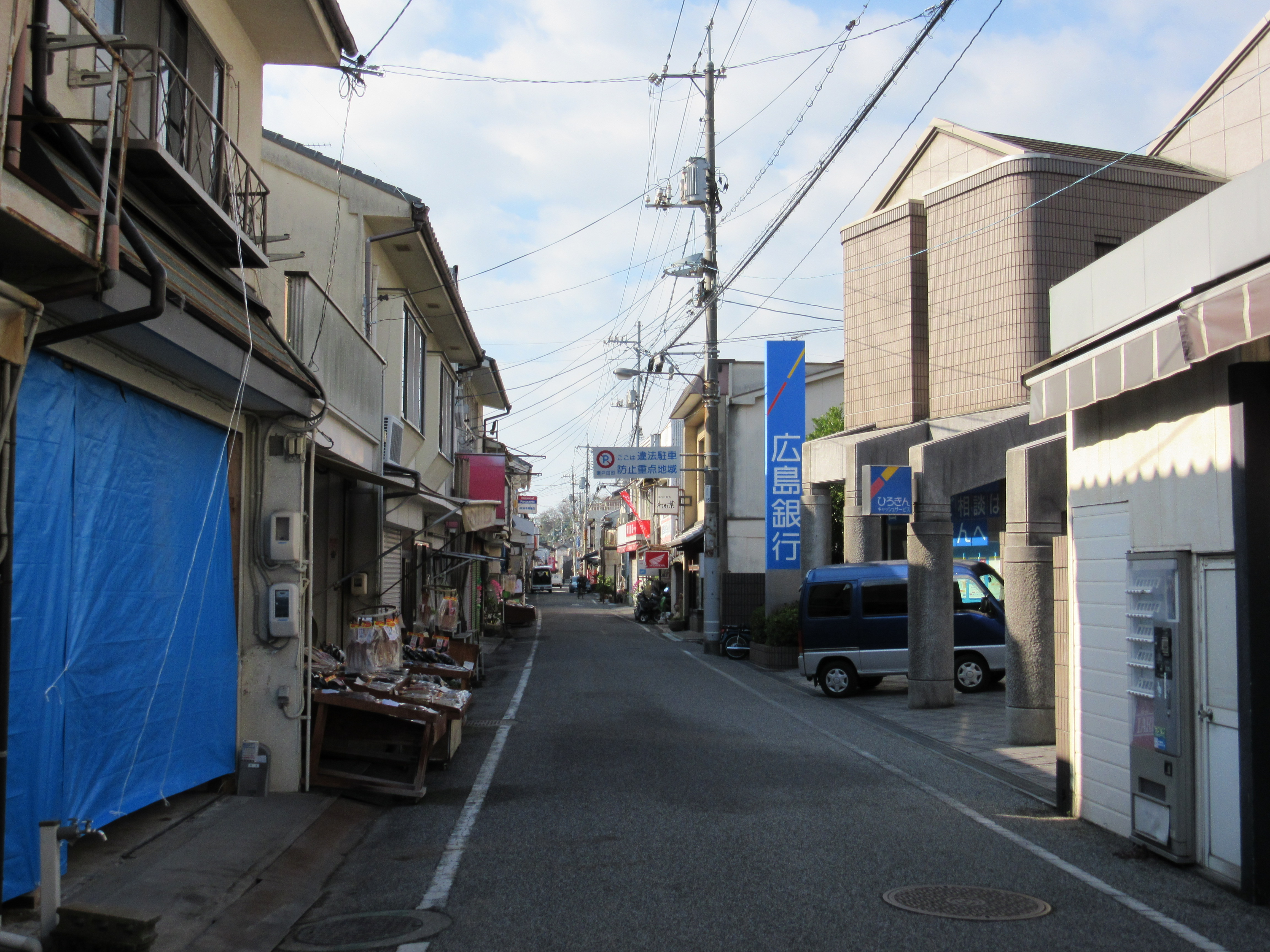
瀬戸田地区の中央通りである「しおまち商店街」。道幅は江戸時代初期とほぼ同じである[6]。
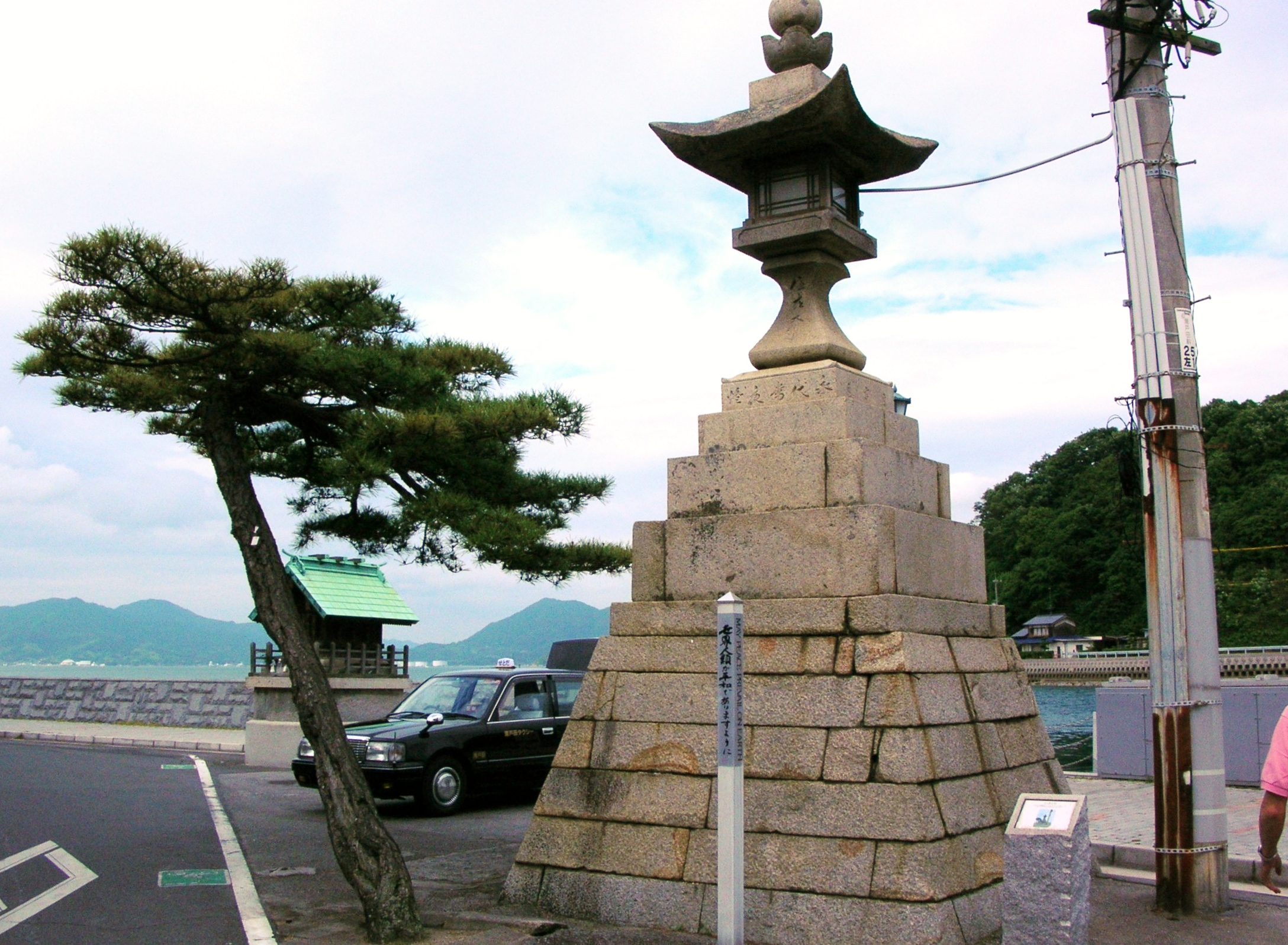
常夜灯。建立は文化11年（1814年）で高さ4mほど
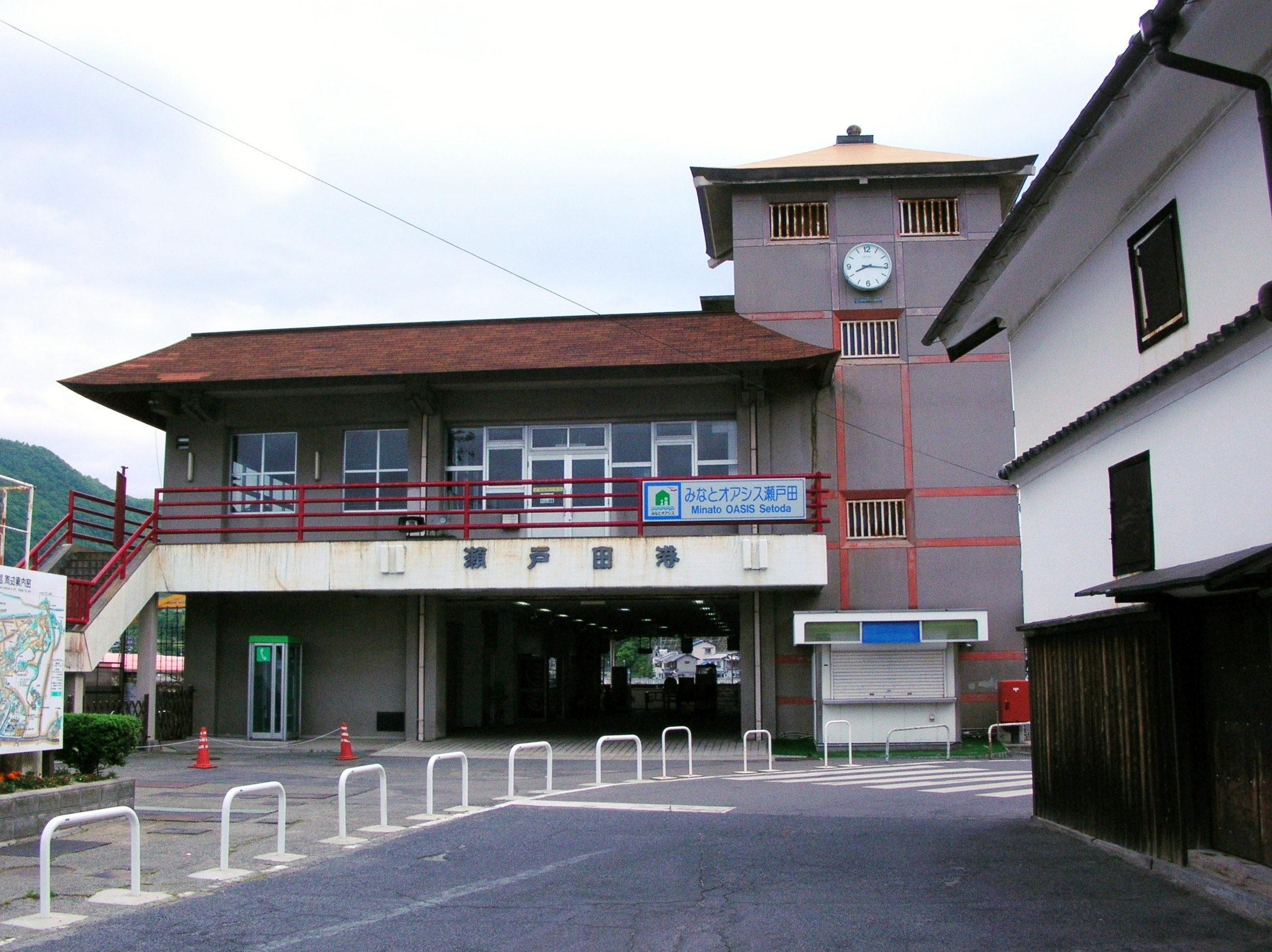
瀬戸田港。右側は、元々は江戸時代に廻船問屋と浜旦那であった豪商・堀内家、屋号・三原屋のもので、明治時代以降に建てられた塩蔵[20]。のち瀬戸田歴史民俗資料館として用いられ、現在はSOIL Setodaにリノベーションされた。

### 近代以降

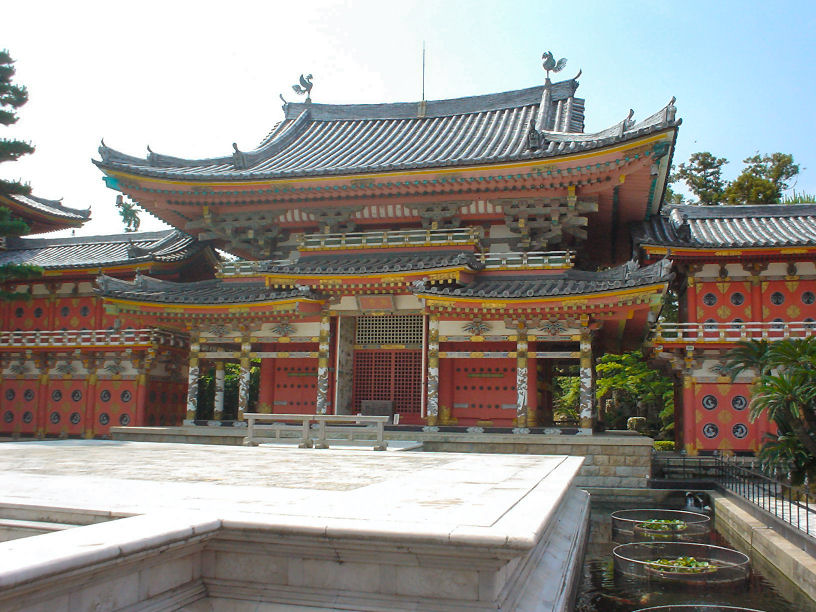
耕三寺　本堂
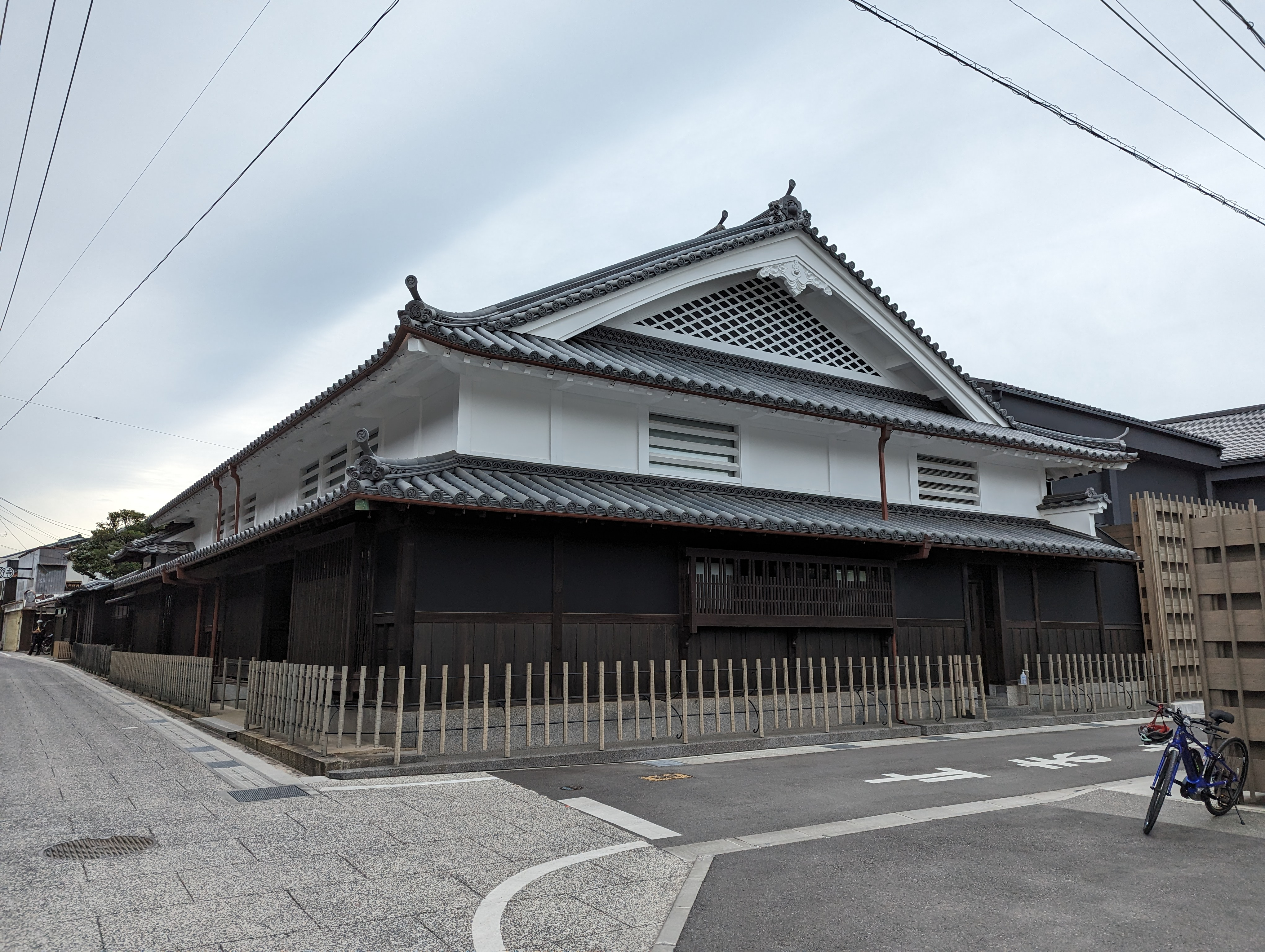
Azumi Setoda。元々は明治初期に建てられた堀内氏の本邸。
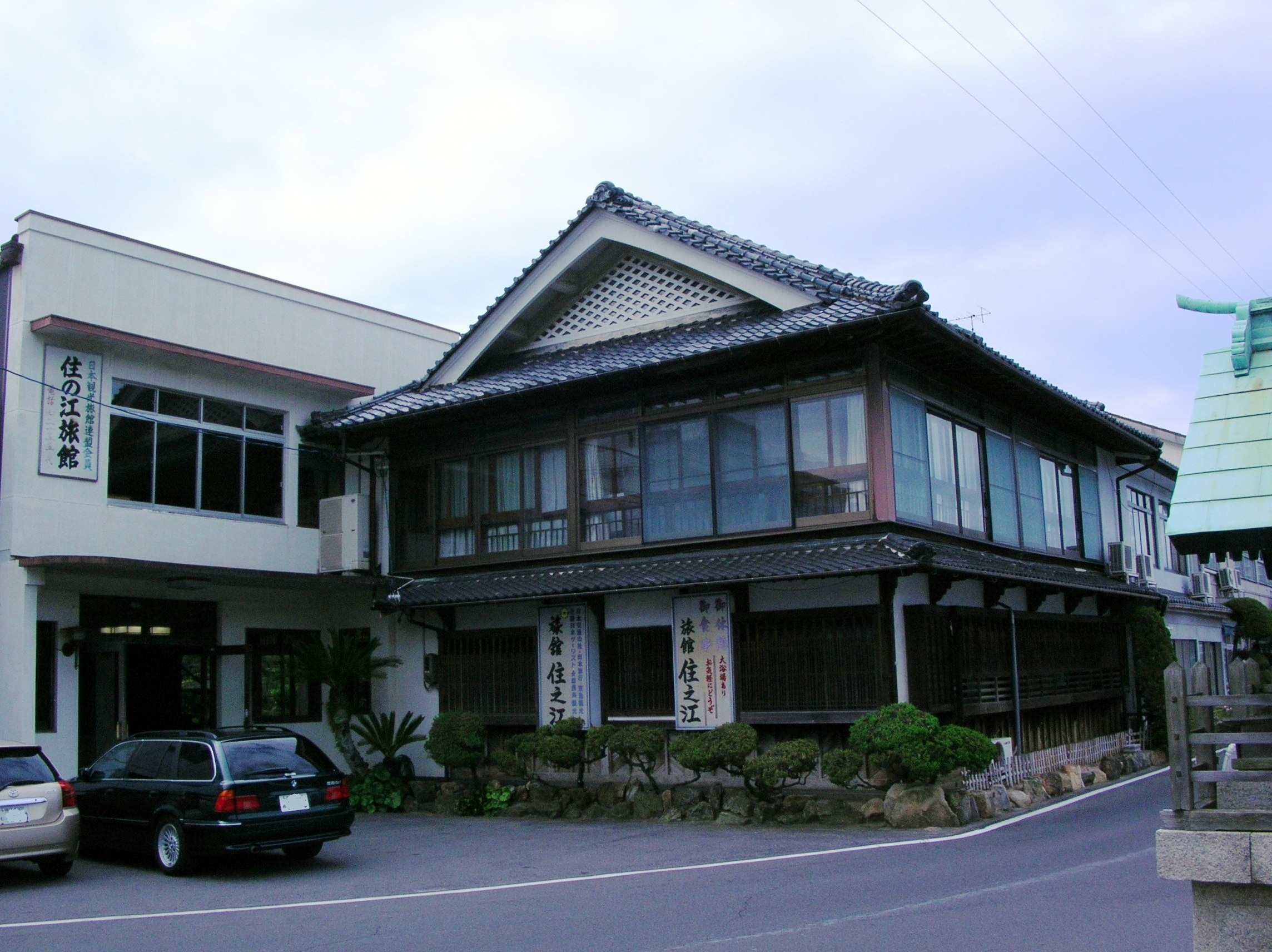
住之江旅館。元々は明治時代に堀内氏の別荘として建てられた。大林宣彦『転校生』のロケ地の一つ。

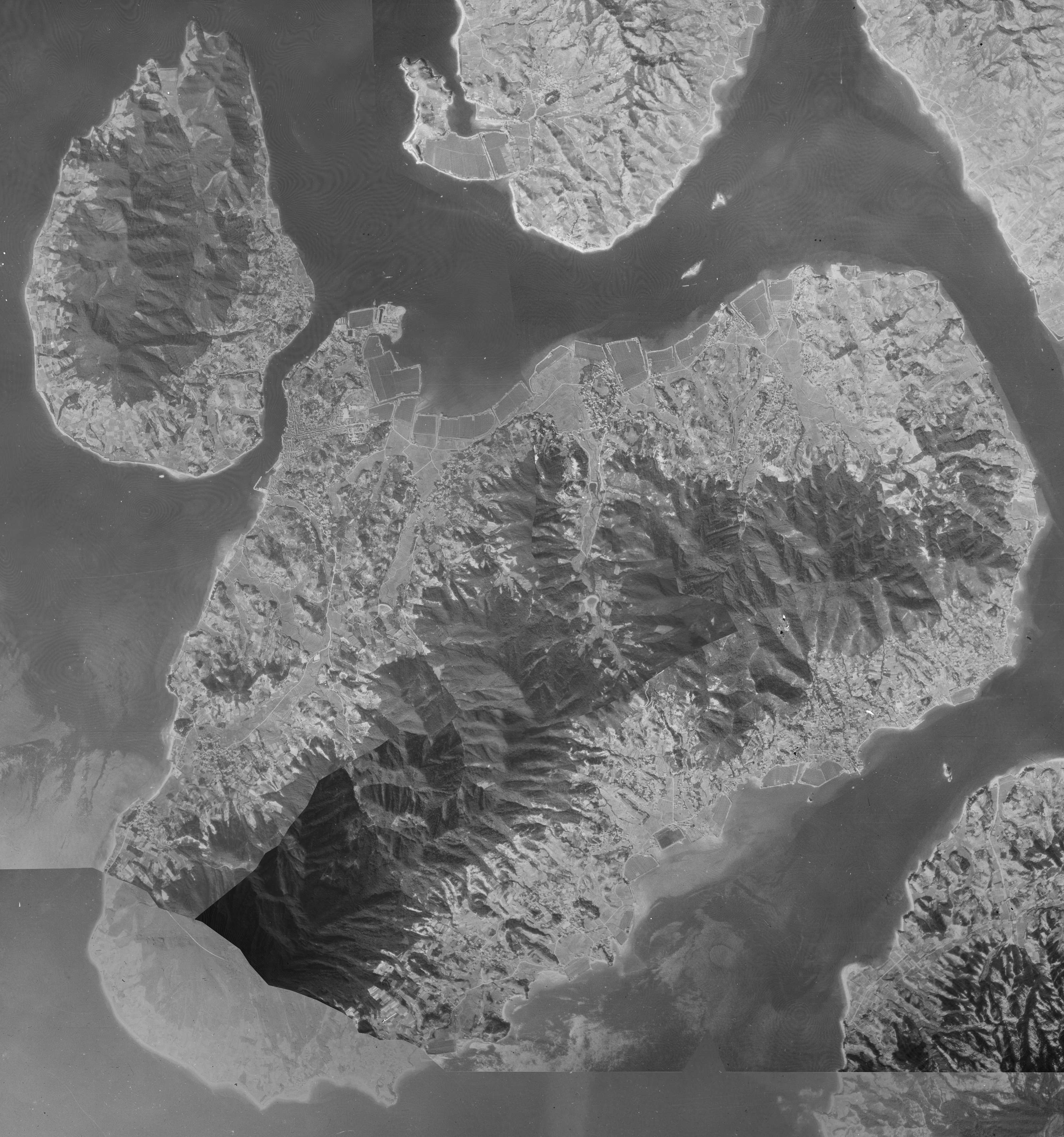
1947年、米軍撮影の瀬戸田町周辺。島の沿岸に塩田が多くあるのがわかる。瀬戸田地区の町割は現在とほぼ変わっていない。

明治4年（1871年）、廃藩置県後、広島県豊田郡に属する。
引き続き製塩業が産業の中心で、明治初期に島の南側に大規模塩田が整備されていった。初代の瀬戸田町長能勢禎一郎は当時北側の塩田地主の一人である得能家の出身である。
そして、製塩業に替わり現在の町の産業の中心である柑橘類の栽培は明治時代から本格的に生口島・高根島で始まっている。島の北岸、瀬戸田の東に位置する中野地区には柑橘類の販売で財を成したものたちが町を形成した。
大正期に入ると他の瀬戸内の島と同様に造船業が勃興する。大正4年（1815年）に山陽造船が設立されたのが最初で、現在は内海造船瀬戸田工場・光洋工業名荷工場・岡田マリンサービスなどの造船所がある。
耕三寺は昭和10年（1935年）に元実業家の耕三寺耕三が建立したもので、太平洋戦争後に「西の日光」として観光展開して門前に「しおまち商店街」が整備されていった。
1953年（昭和28年）、東生口村が御調郡因島の町村と合併し、島の南東部のみ因島市となる。
1990年代から広域交通網が整備され、1999年に西瀬戸自動車道が全線開通し、中国地方本土側や四国地方と陸続きとなる。平成の大合併では因島市との「しまなみ市」構想や新たな架橋計画も含めた三原市との合併などが模索されたが、2006年、尾道市に編入され現在に至る。
2004年、瀬戸田町の山林から山火事が発生。因島側にも延焼して、島の約1/10に相当する391haが焼失した。

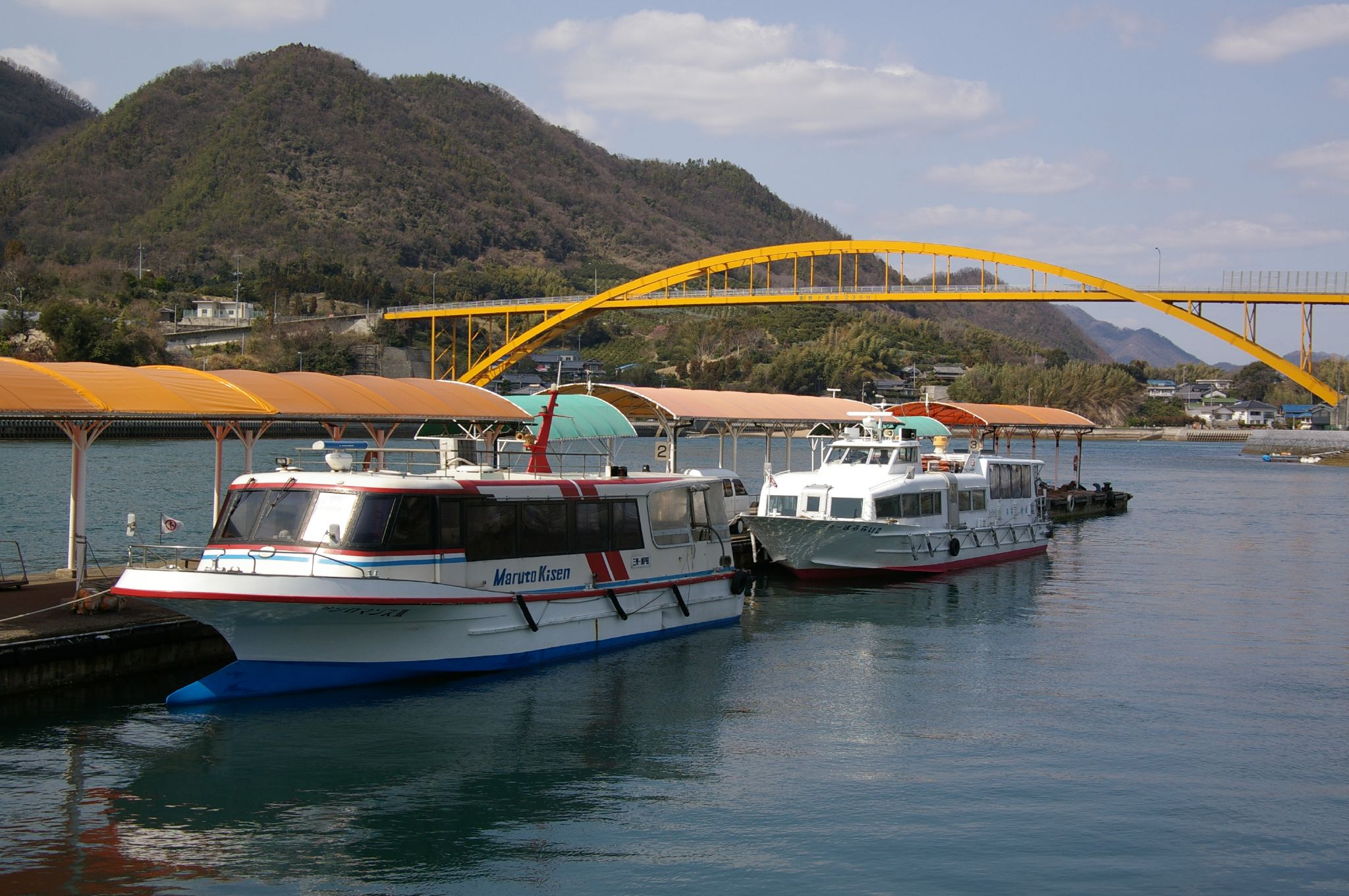
瀬戸田港と高根大橋。この風景は大林『転校生』に登場する。
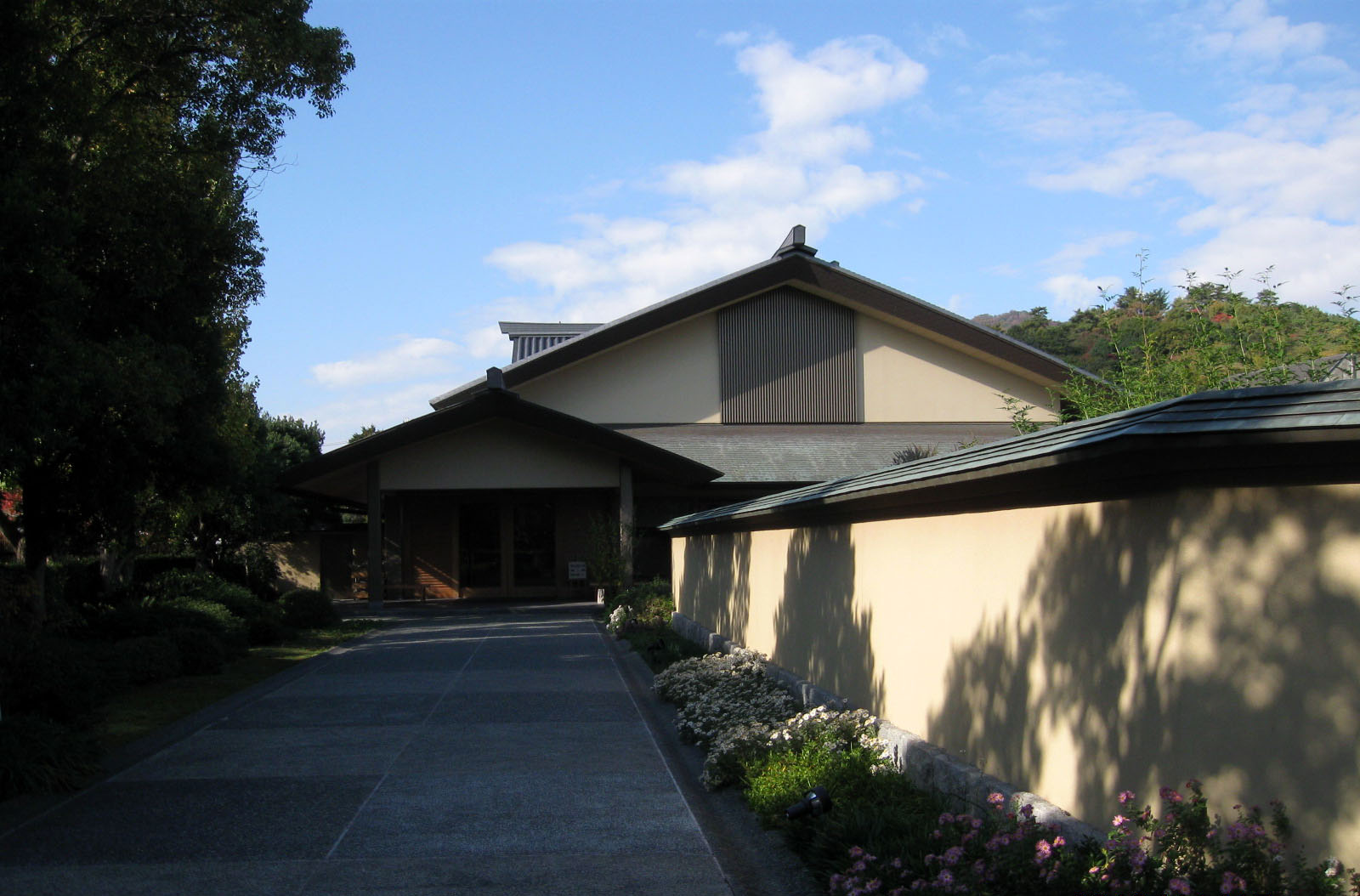
平山郁夫美術館
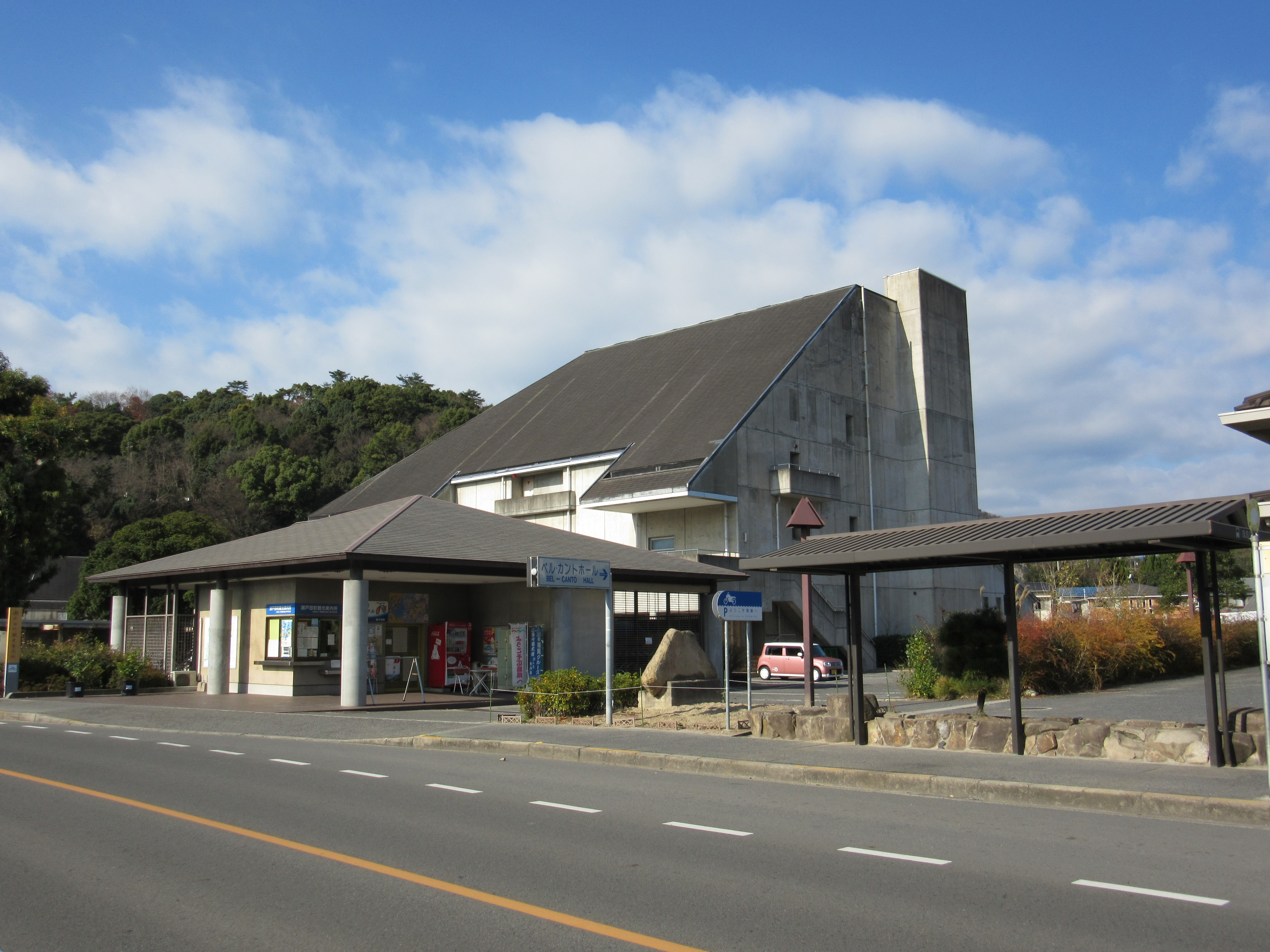
ベル・カントホール

## 産業

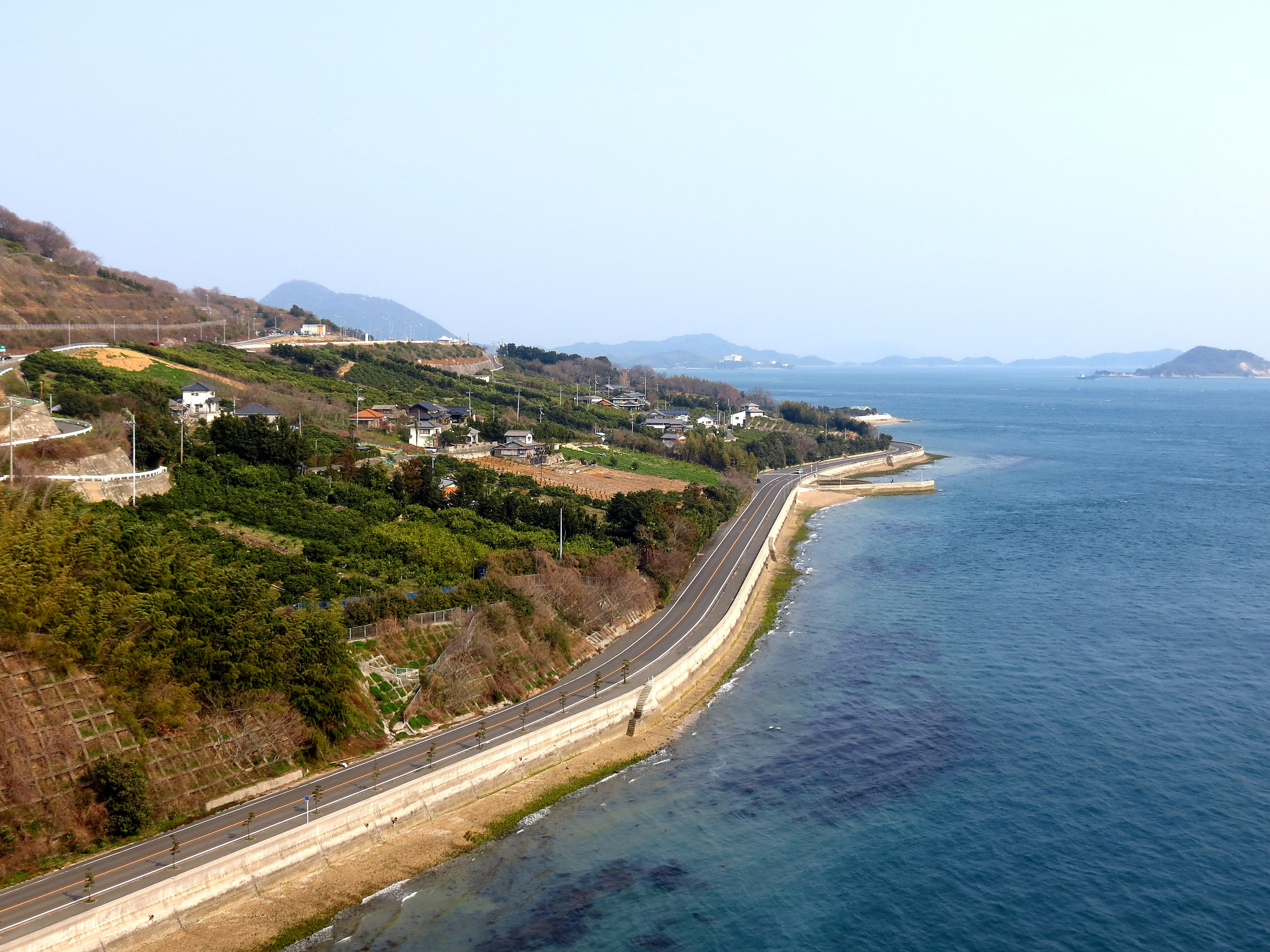
瀬戸田PA周辺。斜面で柑橘類が栽培されている。

もともと、島の産業としては藩政期から物資の交易のほか、17世紀以降に開発された入浜式塩田による製塩業が中心であった。当時瀬戸内を流通する物資のうち塩は重要な役割を占めていた。しかしながら、1971年の塩業近代化臨時措置法（塩専売法）で塩田廃止に迫られたことにより、製塩業からの転換を迫られた。現在の島の主たる産業は、柑橘類の栽培を中心とした農業、漁業、造船業（関連業含む）、観光業である。

### 柑橘栽培
柑橘の栽培は明治以降に始まった。この島は平野が狭いが傾斜地は多く、また温暖な気候が続く瀬戸内海式気候とあいまって柑橘類の栽培に適していたことから普及した。柑橘栽培へと移っていった。具体的にはレモン、ネーブルオレンジ、ハッサク、ミカンが栽培されている。特にレモンは有名で（下記）、ネーブルは江田島とともに国内屈指の生産量、ハッサクは北側の因島が発祥である。

#### レモン
国産レモンの生産量は広島県が全国一で、国内の5割以上を占めている。県内ではほぼ生口島および高根島の「瀬戸田レモン」と大崎下島大長地区の「大長レモン」の2つが産地である。瀬戸田レモンのみの生産量は国産レモンの3割近くを占め、この島は日本一の生産量を誇っている。
1898年に大長で栽培が始まったのが最初で、瀬戸田では1928年から始まっている。そして栽培面積も増え、1949年国内でレモンブームが起こり、1953年広島県の作付面積は全国一となり、1963年、その中で瀬戸田レモンが日本一の生産量となる。その後輸入レモン自由化に押され大幅な減反に迫られたが、1970年代輸入レモンの防カビ剤OPPが問題となったことから安全な国産レモンの需要が高まっていき、1982年に全国に先駆けて全島でレモン増殖運動を展開したことにより生産量が増えていった。

### 漁業
周辺海域ではタコが採れる。

### 観光
この島の観光業は1939年以降造営されていった耕三寺から始まる。
その後産業の軸の一つとして発展していったのは旧瀬戸田町が積極的に進めてきたためである。それまでの中心産業で好不況の影響を受けやすい造船業に代わる新たな産業として力を入れたこと、これに海と島の博覧会としまなみ海道開通で観光ブームが起こったことによるもの。日本初の柑橘類のテーマパーク「シトラスパーク瀬戸田」が開場したのもこの頃である。しまなみ海道開通時は一時的に観光客は増加したが、以降は徐々に減少が続いている。

## まちおこし

### 島ごと美術館

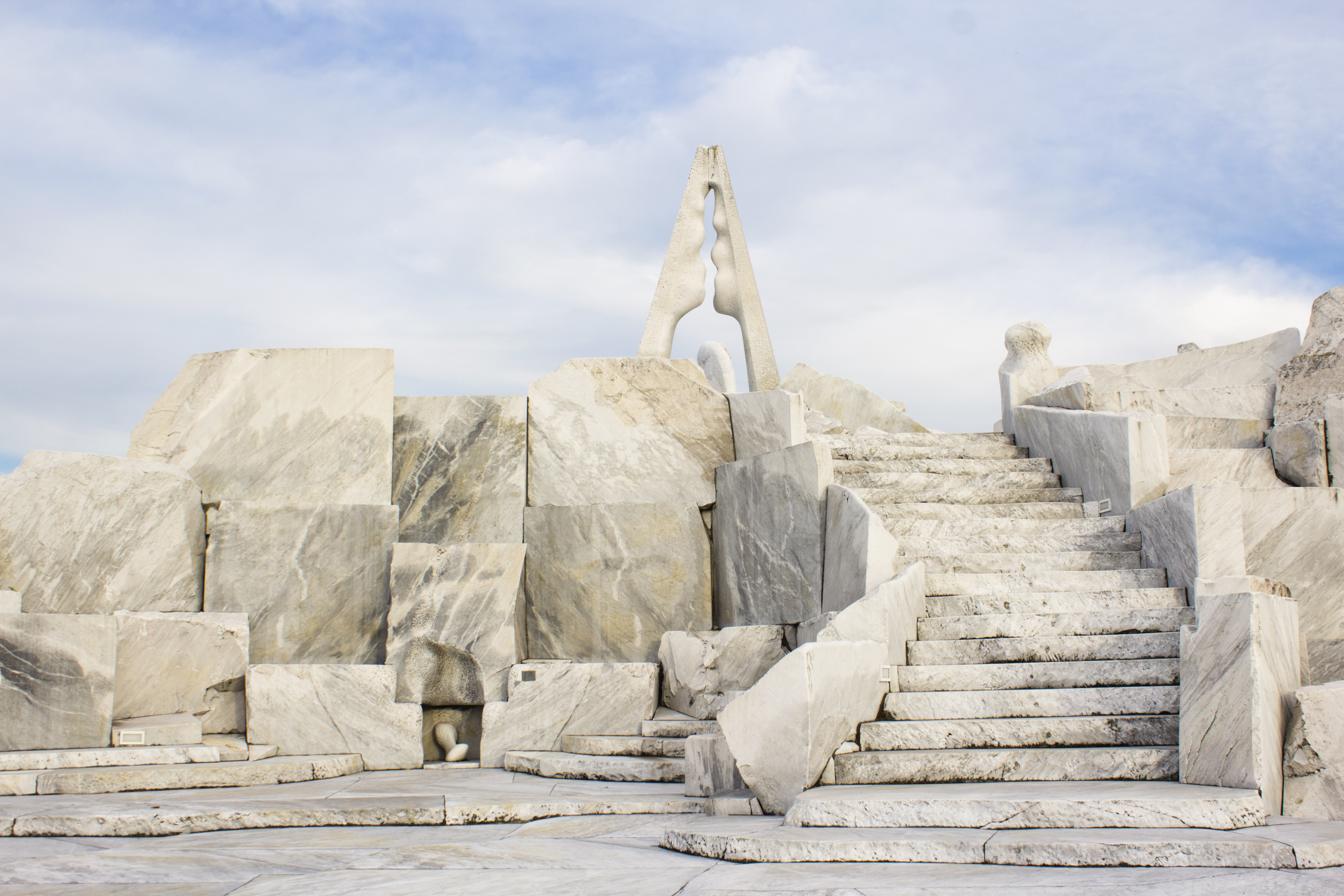
杭谷一東『未来心の丘』

きっかけは1985年から始まるベル・カントホールや瀬戸田サンセットビーチといった集客型施設整備と1989年に「海と島の博覧会」の開場の一つに決まったことから。その海島博の企画として、アートプロジェクト「瀬戸田ビエンナーレ」が始まった。ビエンナーレとはイタリア語で2年毎に開催される美術展を意味し、現代彫刻家の屋外作品を島中に設置するというプロジェクトである。構想主催は中原佑介、酒井忠泰、米倉守らによるもの。
1999年に瀬戸田ビエンナーレ事業は終了し、「島ごと美術館」と名を改め観光展開している。2016年現在で展示作品は17点。
ちなみに、耕三寺博物館は1953年（昭和28年）、この島出身の画家平山郁夫の作品を展示している平山郁夫美術館は1997年に開館している。

## 伝統文化

### 文化財

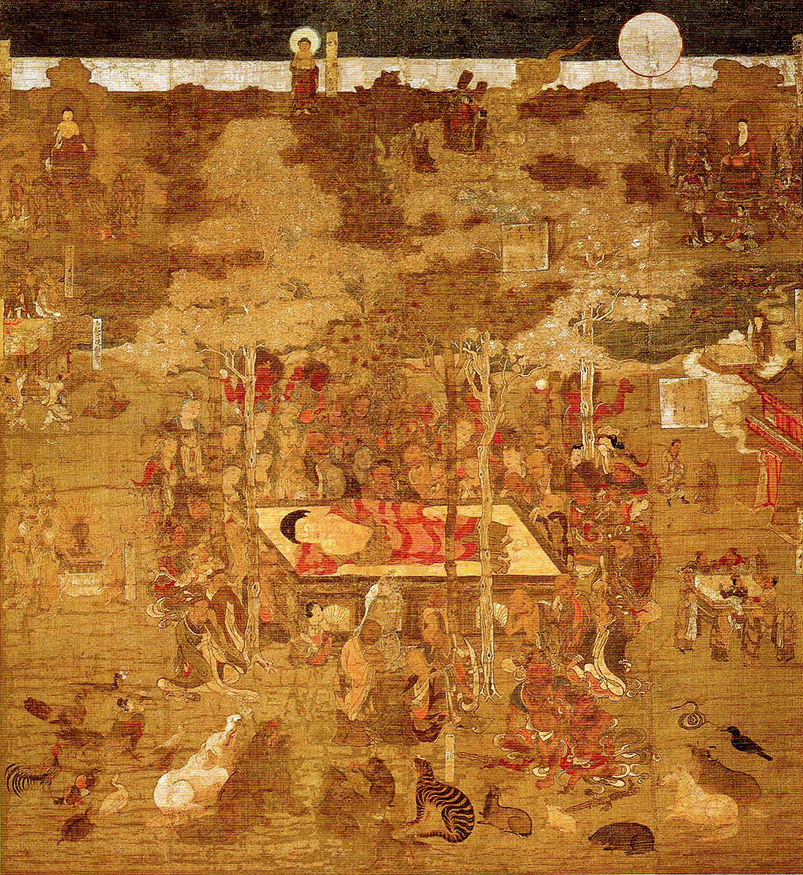
絹本著色仏涅槃図

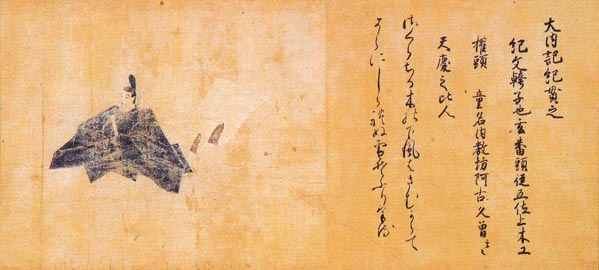
紙本著色三十六歌仙切（貫之）佐竹家伝来

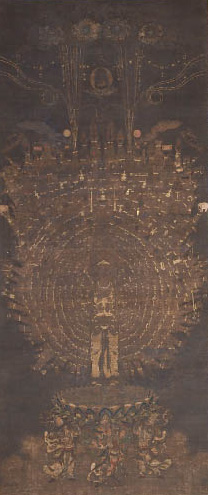
絹本著色千手千眼観音像

以下、2016年現在島内にある国の文化財を列挙する。''
国宝
- 向上寺三重塔

重要文化財（国指定）
- 光明坊所有
  - 光明坊十三重塔（石造）
  - 木造阿弥陀如来坐像
  - 孔雀戧金経箱（東京国立博物館に寄託）
- 耕三寺所有（耕三寺博物館保管）
  - 絹本著色仏涅槃図
  - 紙本著色三十六歌仙切（貫之）佐竹家伝来
  - 絹本著色千手千眼観音像
  - 木造釈迦如来坐像
  - 木造釈迦如来立像
  - 木造浄土曼荼羅刻出龕
  - 木造阿弥陀如来立像
  - 木造阿弥陀如来坐像
  - 唐花鴛鴦八稜鏡
  - 銅水瓶
  - 紙本墨書大般若経 第九十九
  - 紙本墨書正親町天皇宸翰御消息
  - 紙本墨書陽光院御筆御消息
  - 紙本墨書別異弘願性戒鈔
  - 貫之家歌合
  - 日向国児湯郡持田古墳出土品

国の登録有形文化財
- 耕三寺
  - 山門、中門、羅漢堂、鐘楼、鼓楼、仏宝蔵、法宝蔵、僧宝蔵、至心殿、信楽殿、本堂、多宝塔、八角円堂、銀龍閣、潮聲閣

### 例祭・行事
ここでは尾道市の「指定文化財及び文化財総合的把握モデル事業」による調査で認定されている代表的な祭りを列挙する。この他にも地区ごとの祭りもある。
県無形民俗文化財
- 名荷神楽 - 名荷神社

島の北東部である名荷で行われており、室町時代から始まるものとと伝えられる。ある年、島全体は疫病と旱魃からの凶作に苦しみ、それを見かねた名荷神社の世話役が病魔退散と豊作を願い御幣と扇子を持って神楽を舞ったのが最初と言われている。
未指定
- 灯籠流し - 地蔵院
- 祇園祭 - 生口神社

- 神幸祭 - 天満神社
- ホーランエ - 高根島の高根厳島神社の祭りであるが、生口島圏内も入る。

## 名所・旧跡・名産

### 名所・旧跡
- 耕三寺 - 「西の日光」と称され、多くの重要文化財を有する。
- 平山郁夫美術館 - 平山郁夫画伯の作品を紹介している。
- 向上寺 - 国宝三重塔が有名。
- 光明坊 - 行基創建の伝承を有する古刹。御寺（みてら）と呼ばれる。
- 火瀧観音 - 観音山（火瀧山）にあり、雨乞い祈祷の霊場として知られる。毎年4月の第2日曜日には火瀧観音大祭が行われる。
- サンセットビーチ - 沖合いにひょっこりひょうたん島のモデルになったとも言われる瓢箪島が見える。
- シトラスパーク瀬戸田
- ベル・カントホール
- 瀬戸田ゲストハウス（瀬戸田しまなみユースホステル）[46]

### 作品の舞台・ロケ地
- 2000年『三文役者』 - 殿山泰司の父親がこの島出身だった縁でロケ地になった[47]。
- 1957年『集金旅行』
- 瓢箪島 - テレビ人形劇ひょっこりひょうたん島のモデルとなったとされている
- 1967年『志都という女』
- 1982年『転校生』

### 名産

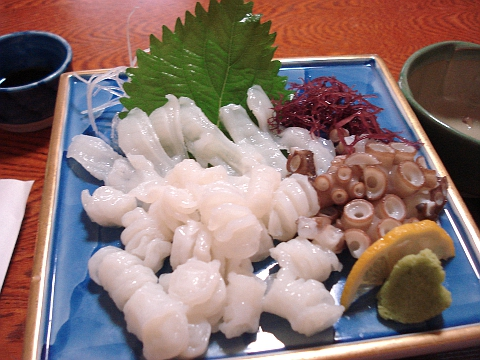
瀬戸田のタコの刺し身

- 柑橘類およびその加工品類
- タコで知られる[48]。

## 交通

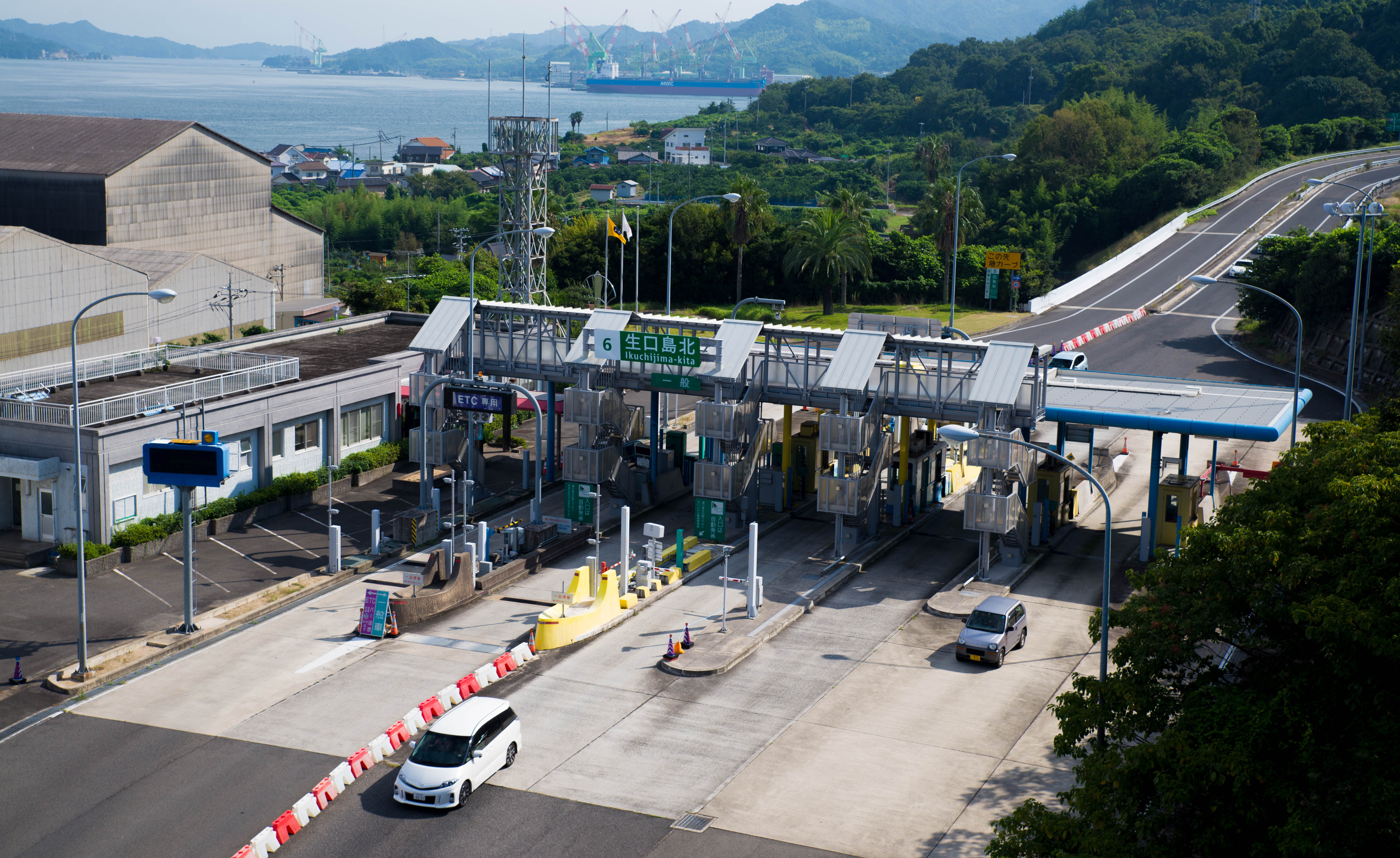
生口島北IC

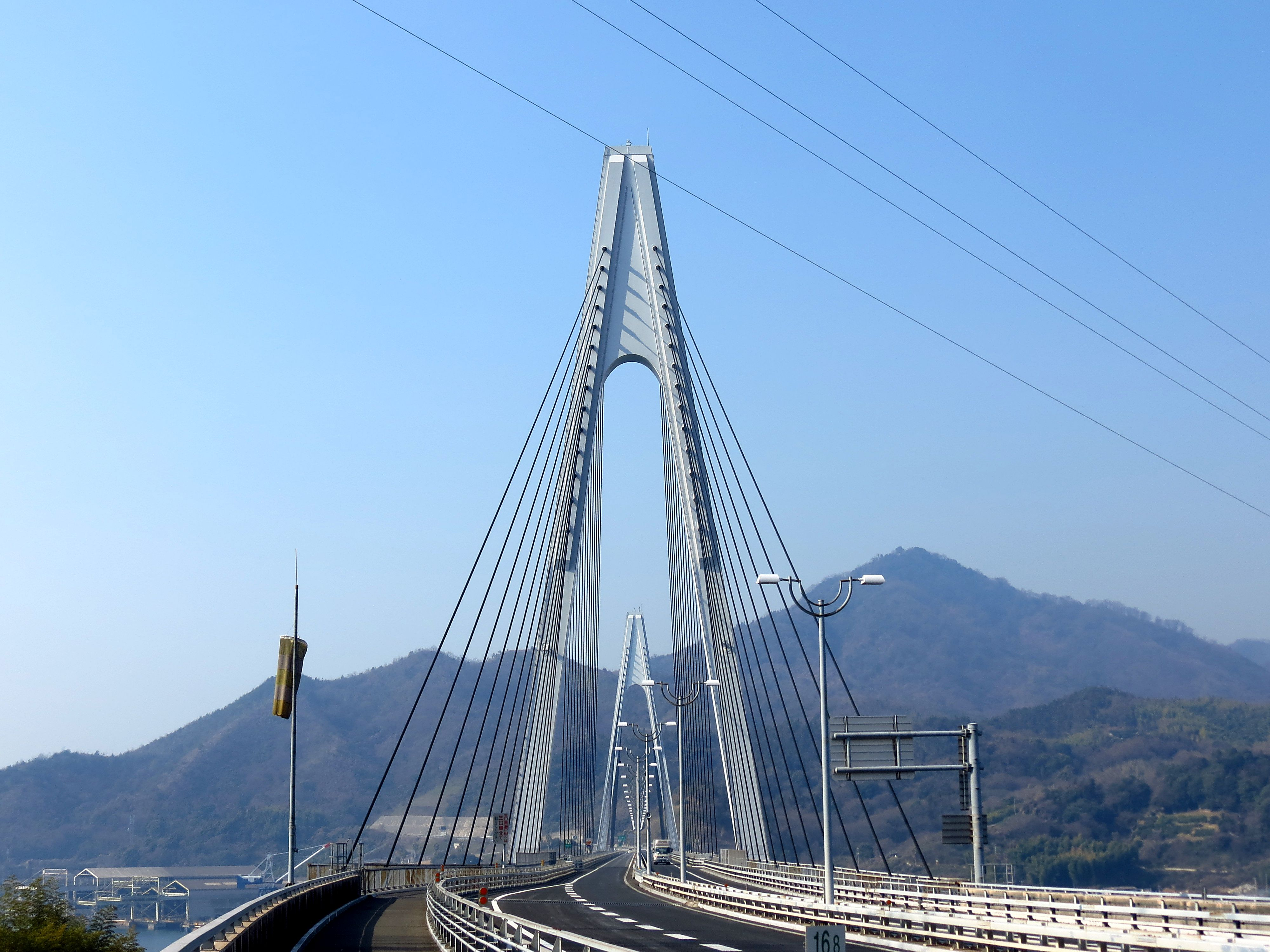
生口橋

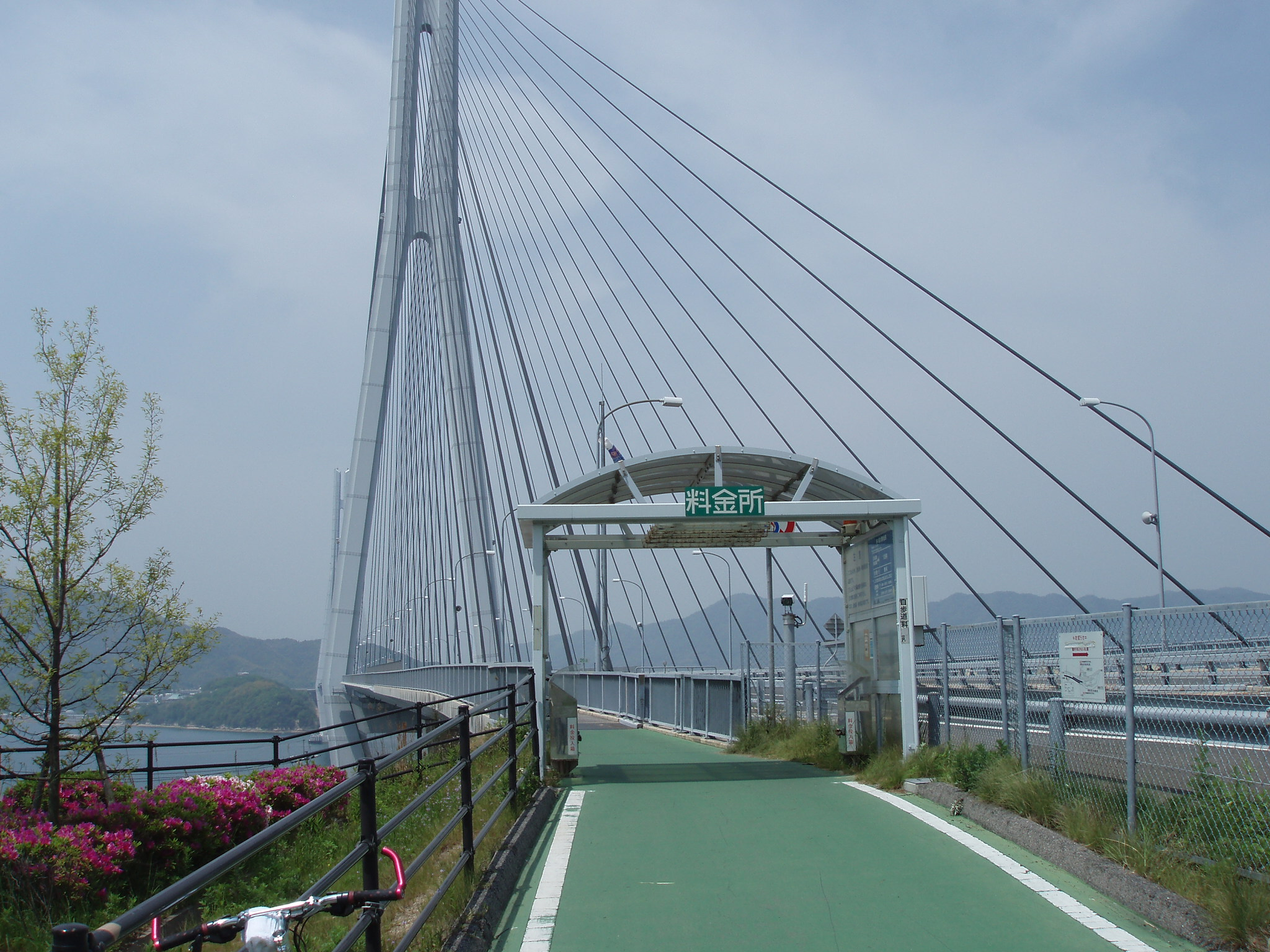
多々羅大橋自転車料金所

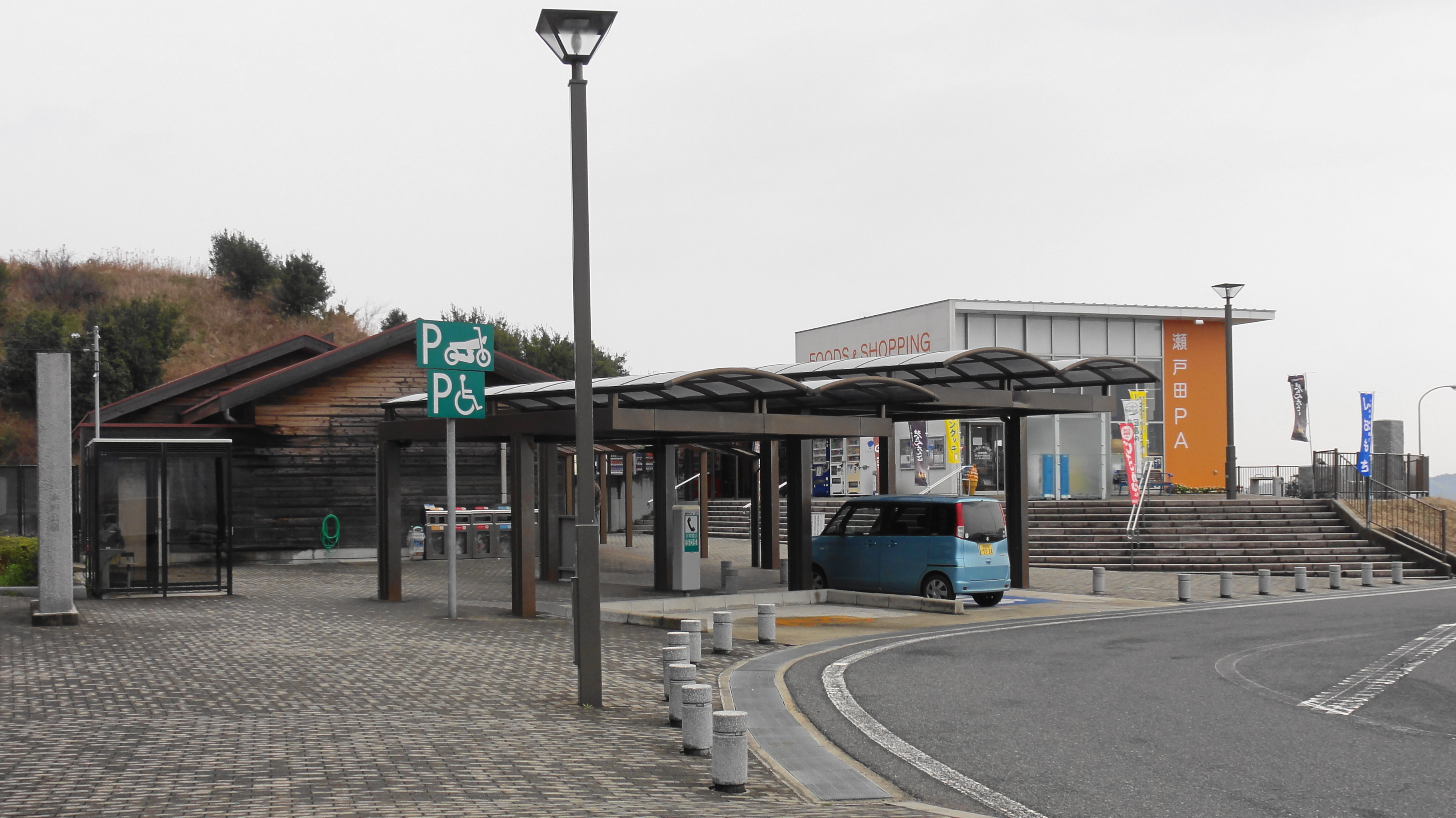
瀬戸田PA

### 陸路
西瀬戸自動車道（しまなみ海道）により島は本州・四国ともに繋がっている。島内には瀬戸田パーキングエリア、瀬戸田バスストップがあり、しまなみライナーなどバスで来ることが出来る。しまなみ海道は他の本州四国連絡橋と違い歩道・自転車道も整備されていることから、徒歩・自転車でも来島出来る一方、隣の大三島とのバス往来は前述の「しまなみライナー」を利用するしかない。また高根島とは高根大橋で結ばれている。
高規格道路
- 西瀬戸自動車道（しまなみ海道）
  - （尾道・因島方面） - 生口橋 - 生口島北IC（尾道方面出入口） - 瀬戸田BS - 生口島南IC（今治方面出入口） - 瀬戸田PA - 多々羅大橋 - （大三島・今治方面）

国道
- 国道317号

主要地方道
- 広島県道81号生口島循環線 - 美しい日本の歩きたくなるみち500選

一般県道
- 広島県道372号林御寺線
- 広島県道466号向島因島瀬戸田自転車道線

#### 高速バス
- しまなみライナー（広島-今治線） （広交観光・瀬戸内運輸・瀬戸内しまなみリーディング）
  - （広島バスセンター - 広島駅新幹線口 - 向東BS - 向島BS - 因島大橋 - 因島重井BS） - 瀬戸田BS - 瀬戸田PA - （大三島BS - 上浦BS - 伯方島BS - 大島BS - 馬島BS - 今治駅前 - 今治桟橋）
- しまなみライナー（福山-今治線） （中国バス・鞆鉄道・瀬戸内運輸・瀬戸内しまなみリーディング）
  - （福山駅前 - 向東BS - 向島BS - 因島大橋 - 因島重井BS） - 瀬戸田BS - 瀬戸田PA - （大三島BS - 上浦BS - 伯方島BS - 大島BS - 馬島BS - 今治駅前 - 今治桟橋）
- キララエクスプレス（福山-松山） （中国バス・本四バス開発・瀬戸内しまなみリーディング・伊予鉄バス）
  - （福山駅前方面 - 向東BS - 向島BS - 因島大橋 - 因島重井BS） - 瀬戸田BS - 瀬戸田PA - （大島BS - 来島海峡BS - 松山市駅方面）
- いしづちライナー（大阪-神戸-今治） （瀬戸内運輸・阪神バス） しまなみ経由便
  - （大阪梅田 - 神戸三宮） - 瀬戸田BS

#### 路線バス
- 尾道-瀬戸田線（おのみちバス[49]）
  - （JA尾道総合病院・尾道駅前・向島・因島方面） - 生口橋入口 - 高校前 - 林公民館 - 瀬戸田診療所 - 中野 - 耕三寺 - 瀬戸田港 1日3-5往復 生口島内のみの利用は不可
- 瀬戸田港-因島土生港線（本四バス開発）
  - 瀬戸田港 - 耕三寺 - （内海造船） - 瀬戸田診療所前 - 生口橋入口 - 赤崎 - （金山 - 因島モール - 宇和部 - 土生港）
- 生口島一周線 東回り（本四バス開発[50]）
  - 瀬戸田港 - 耕三寺 - 瀬戸田診療所前 - 生口橋入口 - 赤崎 - 原桟橋 - （瀬戸田BS） - 光明坊 - サンセットビーチ - 瀬戸田港 - 耕三寺 - 瀬戸田診療所前
- 生口島一周線 西回り（本四バス開発）
  - 瀬戸田診療所前 - 耕三寺 - 瀬戸田港 - サンセットビーチ - 光明坊 - （瀬戸田BS） - 原桟橋 - 赤崎 - 瀬戸田診療所前 - 耕三寺 - 瀬戸田港
- 生口島一周線 高根線（本四バス開発）
  - 瀬戸田診療所前 / 瀬戸田港・耕三寺 - 高根（高根島）

### 航路
生口島から佐木島、因島、尾道、小佐木島、三原港、須波港、岩城島への航路がある。外部からの渡航受け入れ港は以下のとおり。現在でも通勤・通学になくてはならない航路である。
- 生口島（瀬戸田 - 沢） - 佐木島（須ノ上） - 因島（重井東港） - 尾道（新浜） - 尾道（駅前）：快速船（瀬戸内クルージング）[52]）
- 生口島（瀬戸田 - 沢） - （佐木島 向田港 - 小佐木島 小佐木港） - 三原（三原港）：旅客船（マルト汽船）[53]
- 生口島（瀬戸田 - 沢） - 三原（三原港）：旅客船（弓場汽船[54]）
- 生口島（沢） - 佐木島（向田港） - 三原（須波港）：フェリー（弓場汽船）
- 赤崎港 : 因島（金山）-生口島

：フェリー（三光汽船）
- 洲江港 : 岩城島-生口島

生口島（洲江） - 岩城島（小漕）：フェリー（三光汽船）
- 瀬戸田港（瀬戸田港旅客ターミナル・沢港）

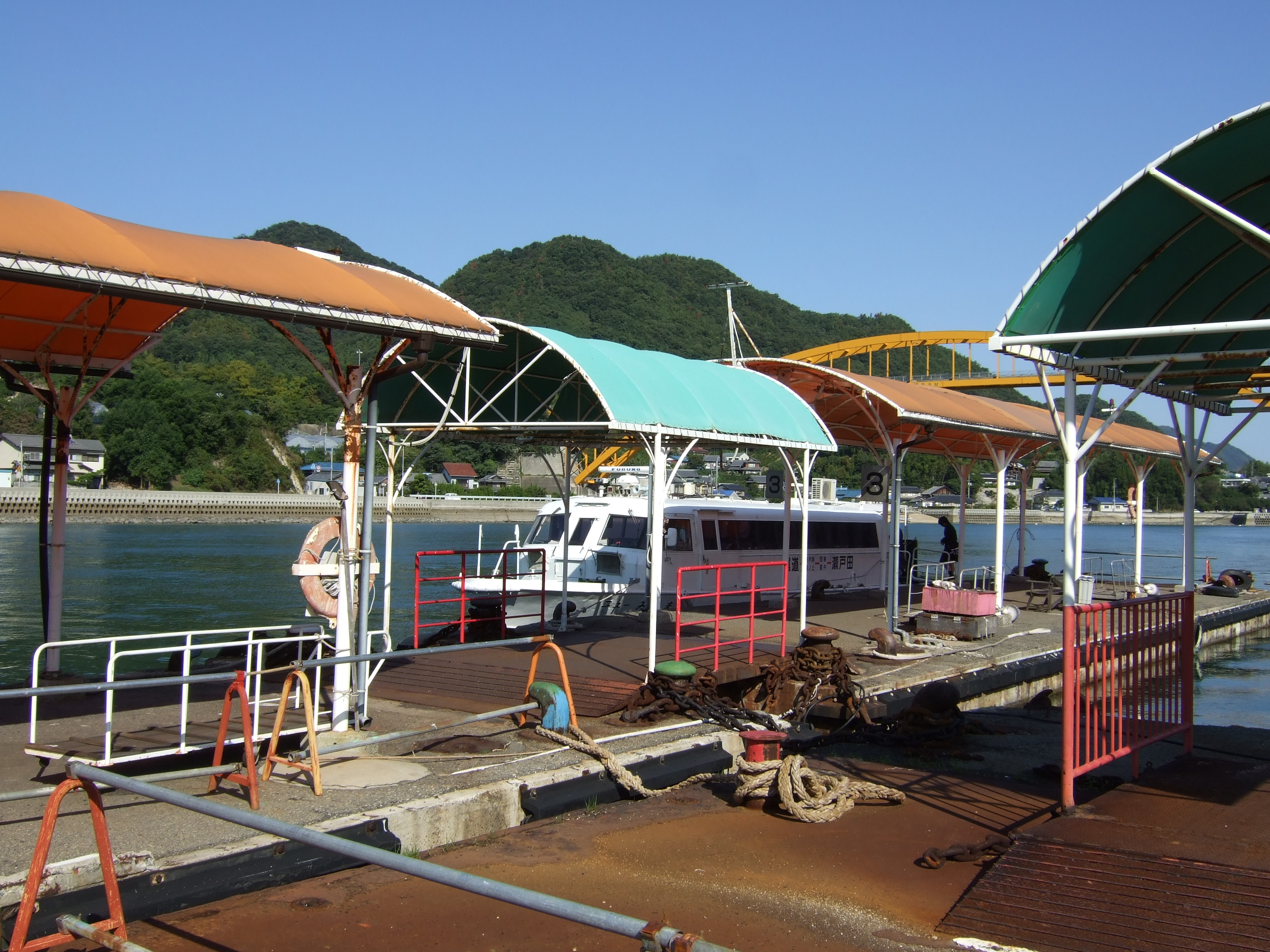
瀬戸田桟橋
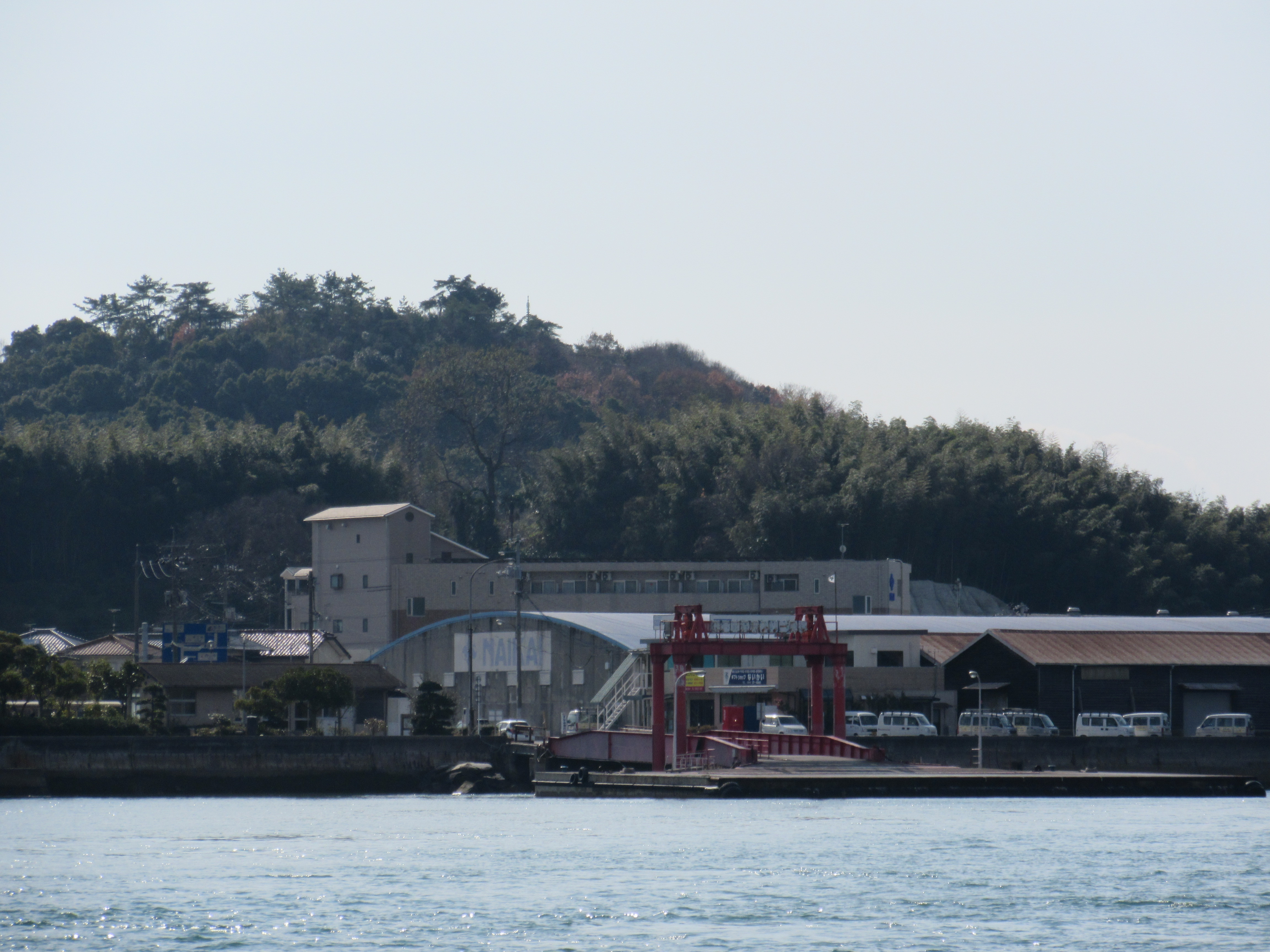
沢港
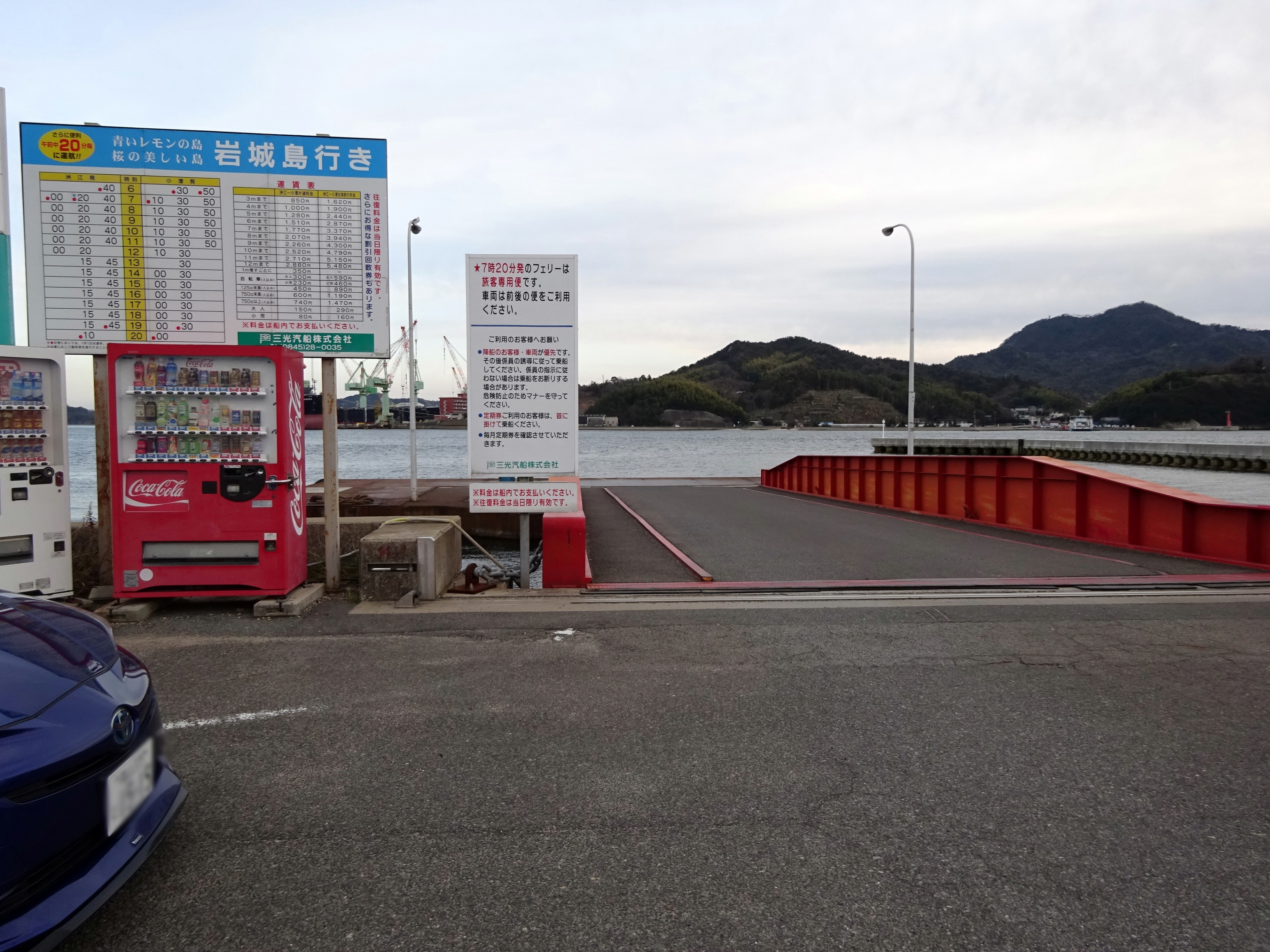
洲江港
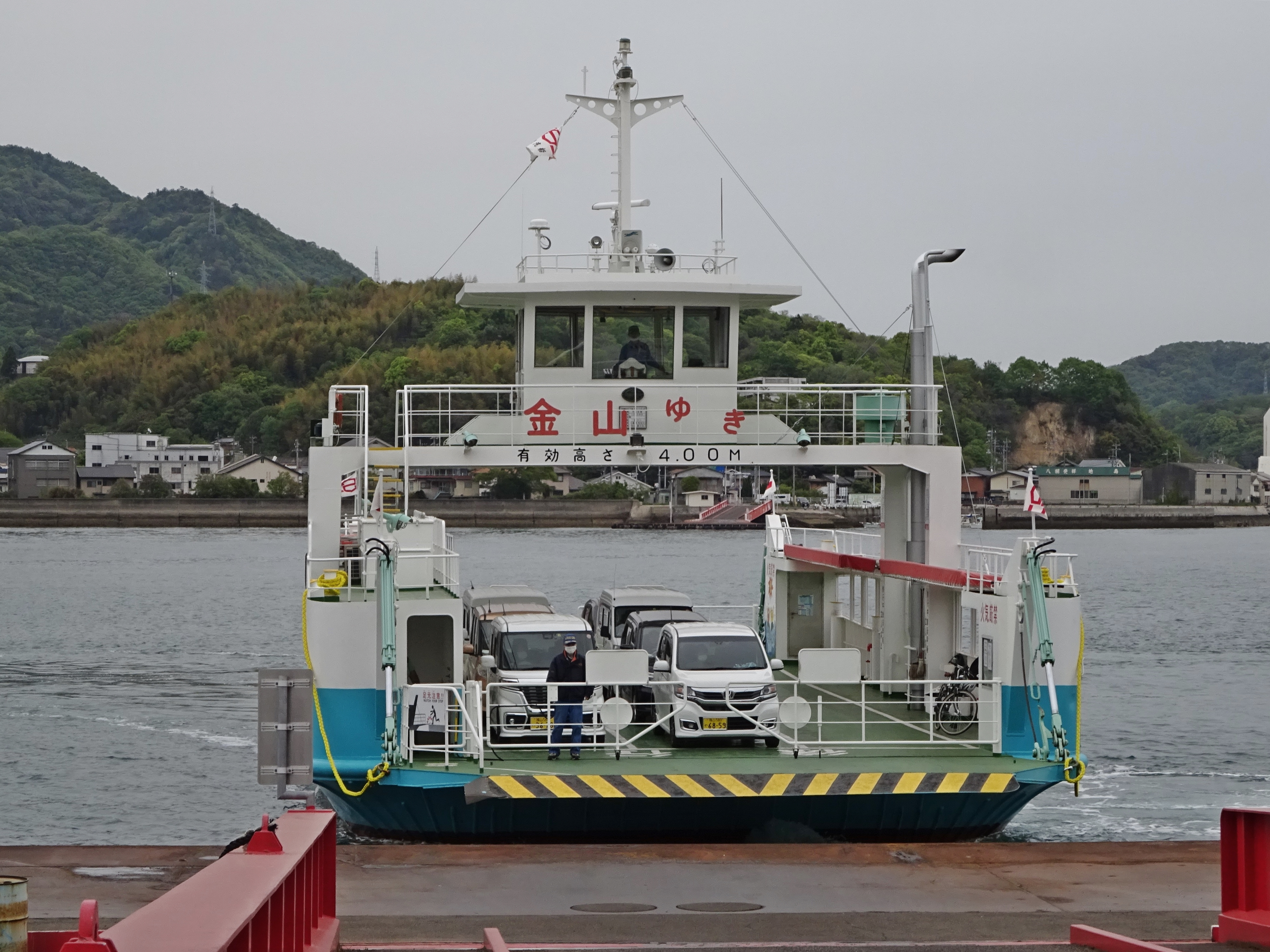
赤崎港に到着した「第三いんのしま」

## 出身者
- 仙太郎 - 船乗
- 耕三寺耕三 - 千光寺開祖。生口島出身とする資料がある。
- 平山郁夫 - 画家
- 河原真 - ミュージシャン
- 男色ディーノ - プロレスラー
- 金本圭太 - サッカー選手
- 川本直人 - 映画監督
- 山本雅之 - 作曲家
- 島田哲夫 - スポーツ哲学研究者